# ヴィルヘルム2世 (ドイツ皇帝)
ヴィルヘルム2世（Wilhelm II., 1859年1月27日 - 1941年6月4日）は、第9代プロイセン国王・第3代ドイツ皇帝（在位：1888年6月15日 - 1918年11月9日）。全名はフリードリヒ・ヴィルヘルム・ヴィクトル・アルベルト・フォン・プロイセン（Friedrich Wilhelm Viktor Albert von Preußen）。史上最後のドイツ君主。

## 概要
プロイセン王子フリードリヒ（フリードリヒ3世）とイギリス王女ヴィクトリアの長男としてベルリンに生まれる。1888年に祖父ヴィルヘルム1世、父フリードリヒ3世が相次いで崩御したことにより29歳でドイツ皇帝・プロイセン王に即位した。祖父の治世において長きにわたり宰相を務めたオットー・フォン・ビスマルク侯爵を辞職させて親政を開始し、治世前期には労働者保護など社会政策に力を入れ、社会主義者鎮圧法も延長させずに廃止した。しかしその後保守化を強め、社会政策にも消極的になっていった。1908年のデイリー・テレグラフ事件以降は政治的権力を大きく落とした。
一方、外交では一貫して帝国主義政策を推進し海軍力を増強して新たな植民地の獲得を狙ったが、イギリスやフランス、ロシアなど他の帝国主義国と対立を深め、最終的に第一次世界大戦を招いた。オーストリア＝ハンガリー帝国、オスマン帝国、ブルガリア王国と同盟を結んでイギリス、フランス、ロシアなどの国々を相手に4年以上にわたって消耗戦・総力戦で戦うこととなった。1916年にパウル・フォン・ヒンデンブルク元帥とエーリヒ・ルーデンドルフ歩兵大将による軍部独裁体制が成立すると、ほとんど実権を喪失した。大戦末期には膨大な数の死傷者と負担に耐えきれなくなった国民の間で不満が高まり、ドイツ革命が発生するに至った。革命を鎮めるために立憲君主制へ移行する憲法改正を行なったが革命の機運は収まらず、結局オランダへ亡命して退位することになった。そのままなし崩し的にドイツは共和制（ヴァイマル共和政）へ移行し、ホーエンツォレルン家はドイツ皇室・プロイセン王室としての歴史を終えた。
ヴィルヘルム2世自身は戦後もオランダのドールンで悠々自適に暮らし、ドイツ国内の帝政復古派の運動を支援した。1925年にドイツ大統領となったヒンデンブルクは帝政復古派であったが、ドイツ国内の議会状況から帝政復古は実現せず、最終的に反帝政派のアドルフ・ヒトラーによる独裁体制が誕生したことにより復位の可能性はなくなった。独ソ戦を目前にした1941年6月4日にオランダのドールンで逝去した。

## 生涯

### 生誕
1859年1月27日に、プロイセン王国首都ベルリンのウンター・デン・リンデンの皇太子宮殿に生まれる。
時のプロイセン王の甥であるフリードリヒ王子（のちの第2代ドイツ皇帝・第8代プロイセン王フリードリヒ3世）とその妃ヴィクトリア（イギリス女王ヴィクトリアの長女）の間の第一王子だった。
3月5日に洗礼を受け、フリードリヒ・ヴィルヘルム・ヴィクトール・アルベルトと名付けられた。フリードリヒやヴィルヘルムはホーエンツォレルン家の伝統的名前であり、ヴィクトールとアルベルトは祖父母にあたる英女王ヴィクトリアとその王配アルバートからもらった名前である（ヴィクトールはヴィクトリアの男性形、アルベルトはアルバートのドイツ語読み）。ポツダムの宮殿で育てられることとなった。
ヴィルヘルムは「逆子」であり、難産で生まれた。後遺症で左半身に障害があり、平衡感覚に難があった。
ヴィルヘルムが生まれた年、プロイセン王はヴィルヘルムの大伯父にあたるフリードリヒ・ヴィルヘルム4世だった。彼には子がなく、しかもこの頃には重度の精神病を患っていたので王弟、つまりヴィルヘルムの祖父であるヴィルヘルム王子（ヴィルヘルム1世）が摂政としてプロイセンの統治にあたっていた。祖父は1861年に正式に第7代プロイセン王に即位し、1862年にオットー・フォン・ビスマルクを宰相に任じて小ドイツ主義（プロイセン中心のドイツ）のドイツ統一事業を推し進めていった。
- 父のフリードリヒ3世
- 母のヴィクトリア妃

### 幼少期・少年期
幼い頃から負けん気が強かったといい、幼いヴィルヘルムを見たロシア帝国外相アレクサンドル・ゴルチャコフは「幼いホーエンツォレルンは、プロイセンの歴代国王の中でも最も異彩を放つであろう。やがてはドイツの中心機関となって、世界にその威を示すに違いない。その時機が到来する時には必ずヨーロッパを驚かせることをするだろう。」と予言したという。また幼い頃から海上に興味を示し、7歳のころには水兵たちから海の伝説について興味深そうに聞いていたという。
カルヴァン派のゲオルク・ヒンツペーター博士が教育係となり、厳格な教育を受けた。しかしインテリであった母ヴィクトリアはヴィルヘルムに非常に多くのことを要求したため、母からの評価はいつも低かったという。また彼女はヴィルヘルムが身体障害者であることもひそかに嫌っていたという。これが母への憎悪、ひいてはイギリスへの憎悪に繋がったといわれる。
1869年1月27日に10歳の誕生日を迎えると第1近衛歩兵連隊に入隊し、少尉(Leutnant)に任官した（即位までに少将まで昇進）。ポツダムの近衛将校団に囲まれてフリードリヒ大王以来のプロイセン軍国主義に深く心酔していった。しばしばイギリスの自由主義的な制度を称えたがる「イギリス女」のヴィクトリアは彼ら近衛将校団の憎悪の対象であった。1870年に普仏戦争が発生するとヴィルヘルムも従軍を希望したが、年少すぎるとして認められず、軍人としての無念さを訴えていたという。
普仏戦争中の1871年1月18日、祖父であるプロイセン国王ヴィルヘルム1世がドイツ皇帝（カイザー）に即位し、ドイツ帝国が成立した。この直後にヴィルヘルムが12歳になると、母同様に自由主義的だった父フリードリヒ皇太子は「私の跡継ぎとして公平無私になることを希望する」としてヴィルヘルムを普通の児童が通う小学校に入学させることを布告した。ヴィルヘルムは小学校を卒業後、1874年にカッセルのヴィルヘルムスヘーエ(Wilhelmshöhe)の離宮に移り、同じく普通の子供たちが通う同地のギムナジウムに入学した。ヴィルヘルムが普通の児童の学校へ通うことになったのはヒンツペーター博士と母ヴィクトリアの相談の結果であるという。市民的な教育を与えるためであったが、保守的なヴィルヘルム1世や帝国宰相オットー・フォン・ビスマルク侯爵はこれに反対していた。
学校での教育の他、ヒンツペーター博士の教育も続けられた。フェンシング、乗馬、製図の訓練もあり、朝5時から夜10時まで続くという過密教育だった。学校の成績は上位であり、1877年1月にギムナジウムを卒業した時には第10位の好成績であり、表彰も受けている。とりわけ語学に優れており、英語とフランス語を自由に扱えるようになり、ギリシア語の古典もよく読んでいた。
ヴィルヘルムと母ヴィクトリアの関係は、悪化の一途をたどった。ヴィクトリアは息子について「旅行しても博物館には興味を示さず、風景の美しさにも価値を見出さず、まともな本も読まなかった」「ヴィルヘルムには謙虚さ、善意、配慮が欠けており、彼は高慢で、エゴイストで、心がぞっとするほど冷たい」などと酷評するほどだった。ビスマルクはヴィルヘルム1世が崩御した場合、自由主義的なフリードリヒ皇太子やヴィクトリアの下で帝国が自由主義化することを懸念していた。そのためビスマルクもこのヴィルヘルムとヴィクトリアの争いを「ドイツの真の継承者」対「イギリス女」として煽り、ヴィルヘルムにイギリスや自由主義への敵意を強めさせることに努めた。
祖父ヴィルヘルム1世もプロイセン保守的な人物であったから、自由主義的な息子フリードリヒよりも保守的に育っていく孫ヴィルヘルムに期待しており、ヴィルヘルムは祖父から大変に可愛がられた。ヴィルヘルムも父ではなく祖父を模範として育っていった。
- 1862年のフリードリヒ皇太子一家を描いた絵。母ヴィクトリアの左に座っているのがヴィルヘルム。母の膝の上にいるのは妹のシャルロッテ
- 1863年、ヴィルヘルムと父フリードリヒ皇太子
- 1874年のヴィルヘルム
- 1877年のヴィルヘルム

### 青年期

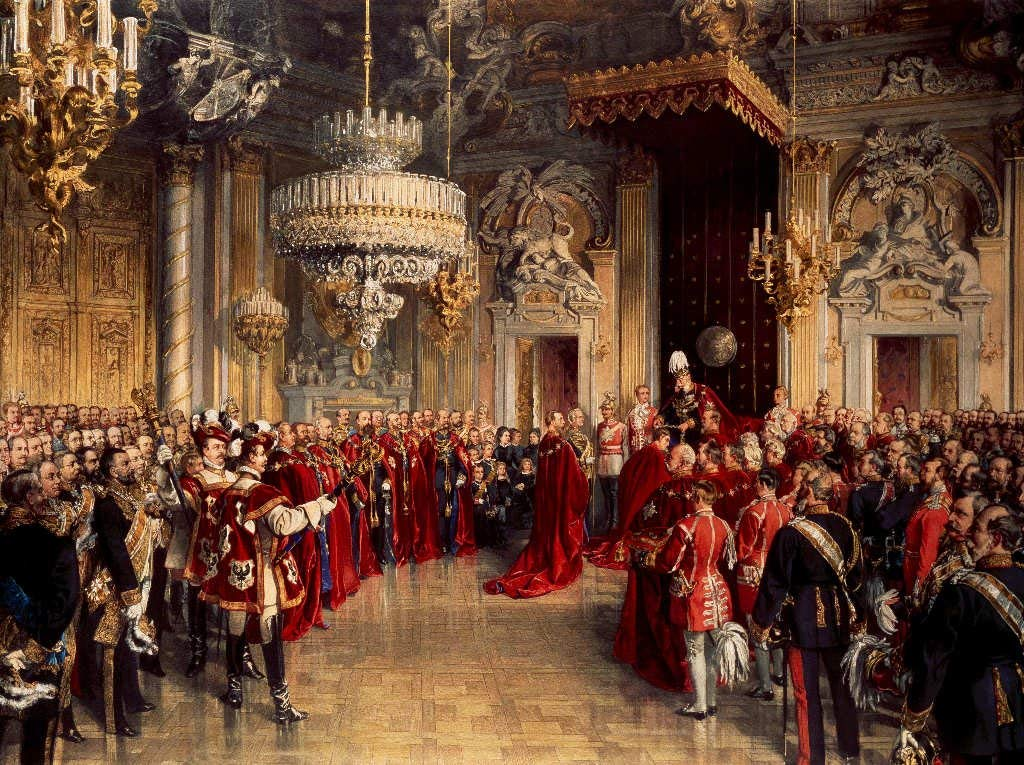
祖父ドイツ皇帝ヴィルヘルム1世から黒鷲勲章を受勲するヴィルヘルムを描いたエミール・デープラーの肖像画。

1877年1月に18歳に達して成人した。祖父ヴィルヘルム1世よりプロイセン最高勲章である黒鷲勲章、祖母ヴィクトリア英女王よりイギリス最高勲章であるガーター勲章を授与された。10月にボン大学に入学した。二年の在学中に国際法、哲学、文学、経済学などを学んだ。在学中、同大学の学生組合の一つ、ケーゼナー・コーアに加入した。大学在学中の1878年9月に訪英し、ヴィクトリア女王の謁見を受けた。
この頃、シュレースヴィヒ＝ホルシュタイン公女アウグステ・ヴィクトリアとの結婚を希望するようになったが、ホルシュタイン家はドイツ帝国建設にあたって排斥を受けた家だったので、反対が根強かった。これに対してヴィルヘルムは「この結婚が成立すればホルシュタイン家のホーエンツォレルン家への悪感情も消えるであろう。ドイツ帝国のためこれほど喜ばしい婚姻はないではないか。」と反論し、婚姻を認めさせたという。1880年6月3日に婚姻は成立し、1881年1月27日に挙式した。二人はポツダムの大理石宮殿で新婚生活を始めた。彼女との間に1882年5月6日に長男ヴィルヘルム（つまり皇曾孫）を儲けた。その後も次々と子をなし、計7人の子に恵まれた。
ヴィルヘルムは保守的な近衛将校団に影響を受けながら成長し、また同じような政治傾向を持つフィリップ・ツー・オイレンブルク伯爵をはじめとするロマンチックな若手グループと親しい付き合いがあった。このオイレンブルクとは同性愛の関係であったという。皇帝となった後ヴィルヘルム2世はオイレンブルクの爵位を伯爵から侯爵に昇進させ、オイレンブルクの所領リーベンベルク(de)によく足を運び、そこで狩猟と同性愛を楽しんだという。この地は「リーベンベルクの円卓」と呼ばれ、ここから政治決定が行われる場合も多かったという。しかし初めのうちオイレンブルクは政治に関わりたがらず、二人の関係にいち早く気づいた「灰色殿下」の異名を持つ外務省参事官フリードリヒ・アウグスト・フォン・ホルシュタインがオイレンブルクを通じてヴィルヘルムに影響を及ぼしていた。ホルシュタインはロシアとオーストリア＝ハンガリーを同時につなぎとめようとするビスマルク外交を冷やかに見ていた。
また後のナチスに酷似した、反ユダヤ主義政党キリスト教社会党指導者の牧師アドルフ・シュテッカーも宮廷説教師としてヴィルヘルムに影響を与えた。シュテッカーによれば君主には大衆と王権を和解させる社会的使命があり、それはキリスト教と連携を組み、近代資本主義の弊害とその権化であるユダヤ人を排斥することによってのみ達成されるのだという。これはすなわち保守派と中央党の連携を訴える主張であり、保守派と自由主義者の連携による「カルテル」政治を行うビスマルクを否定するものであった。ヴィルヘルムは友人のアルフレート・フォン・ヴァルダーゼー将軍の邸宅で開かれたシュテッカーの集会に参加して話題になった。これに対してビスマルクはヴィルヘルムに「殿下は皇位継承者として早くも世論から特定の党派に属していると看做されないよう注意しなければならない。自由主義の時代もあれば、反動の時代もあり、また武力支配の時代もあるだろう。支配者たる者は、君主制を危機に陥れぬためにそのような事態の移り変わりに備えて行動の自由を残して置かなければならない。」という苦言を呈している。
- ヴィルヘルム2世と妻アウグステ・ヴィクトリア公女
- 1882年、ヴィルヘルム2世（右）の息子を抱くドイツ皇帝ヴィルヘルム1世（中央）、皇太子フリードリヒ（左）
- 同性愛相手とされるフィリップ・ツー・オイレンブルク伯爵（のち侯爵）
- 反ユダヤ主義者の宮廷説教師アドルフ・シュテッカー（ドイツ語版）)

### ドイツ皇帝・プロイセン王即位

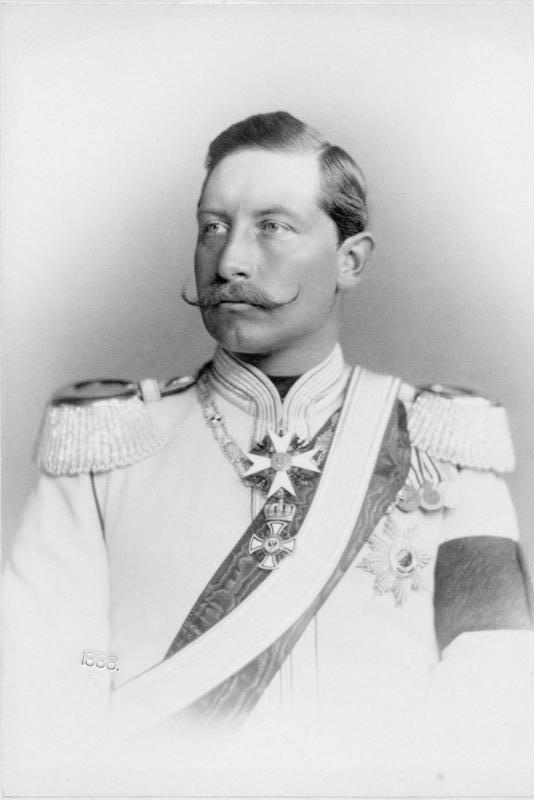
1888年、即位まもないヴィルヘルム2世

1888年3月9日に祖父であるドイツ皇帝・プロイセン王ヴィルヘルム1世が91歳で崩御した。父フリードリヒ皇太子がフリードリヒ3世としてドイツ皇帝・プロイセン王に即位し、ヴィルヘルムはその皇太子となった。しかしフリードリヒ3世は即位時すでに不治の病にかかっていた。フリードリヒ3世はビスマルクの片腕である保守派の内相ロベルト・フォン・プットカマーを解任し、自由主義者としての矜持を示した後、6月15日に在位99日にして崩御した。
皇太子ヴィルヘルムがただちに即位し、ヴィルヘルム2世として第3代ドイツ皇帝・第9代プロイセン王となった。当時29歳であった。帝政ドイツでは議会に比べて皇帝に大きな権力があったため、国政には皇帝の意志が大きく反映された。そのためドイツ皇帝位は「世界で最も力のある玉座」とも評されていた。
即位したばかりの頃のヴィルヘルム2世は、覇気満々で親政を決意していた。「ホーエンツォレルン家の使命」に背を向けた自由主義者の父が早く亡くなり、自分が若くして皇帝となったことを運命的に捉えていたという。
ヴィルヘルム2世は父の崩御を知るとただちにポツダムの父の宮殿に軍隊を派遣して宮殿を包囲し、母ヴィクトリアを一時的に幽閉している。これは父フリードリヒ3世がヴィルヘルム2世の政策や性格を批判している日記をつけていたためという。それを知っていたヴィルヘルム2世は母ヴィクトリアがイギリスか市民にその日記を洩らすと疑っていたらしい。
またヴィルヘルム2世は父に解任されたプットカマーを内相に戻そうと考えていたが、ビスマルクが「若い君主は先代に拒否された者と関わるべきではない」として反対したため沙汰やみとなった。
- 祖父ヴィルヘルム1世の崩御。ヴィルヘルム1世の傍に駆け寄っているのがヴィルヘルム（アントン・フォン・ヴェルナー画）
- 父フリードリヒ3世の棺の前に立つヴィルヘルム2世。ベルリン大聖堂地下
- 1888年6月25日にヴィルヘルム2世が初めて行った帝国議会開会宣言

### 戦前期の治世

#### 内政

##### 宰相ビスマルク時代

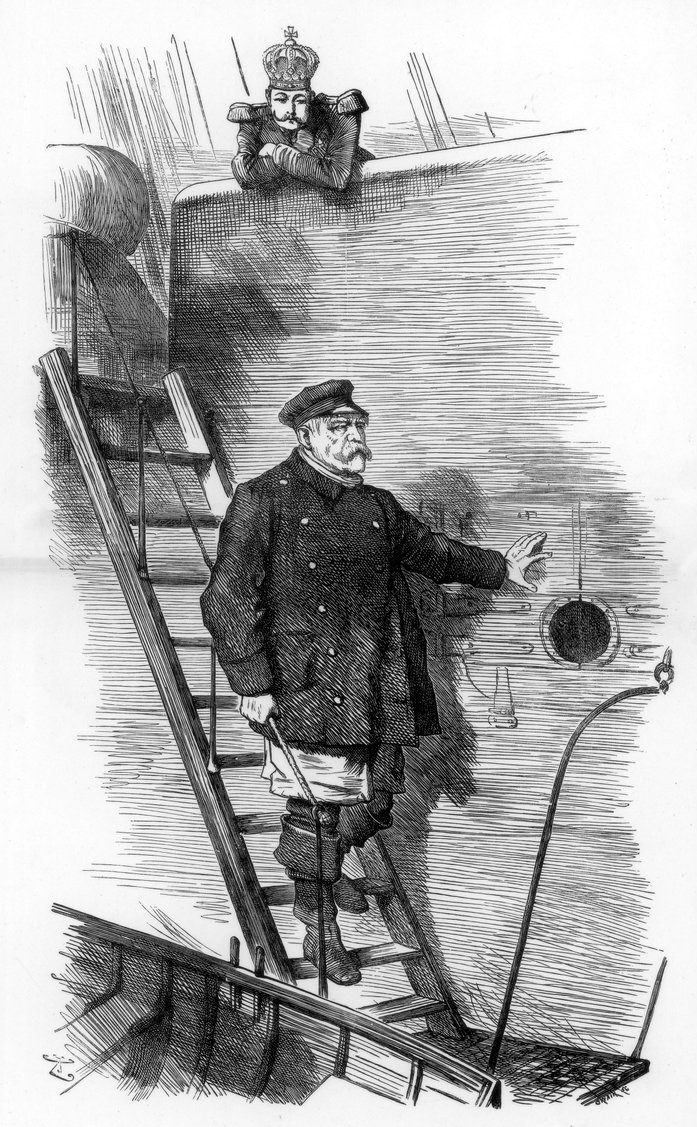
英国誌『パンチ』のビスマルク辞職を描いた挿絵「水先案内人の下船(en)」

1889年5月、ルール地方炭鉱の労働者が大規模なストライキを起こした。これに対してビスマルクは、自由主義ブルジョワが社会主義勢力をもっと危険視するよう紛争の解決は当事者に任せようと考え、私有財産保護のために警察と軍隊を投入する以上のことは何もしなかった。
一方、ヴィルヘルム2世は事前通告なしで突然に閣議に乗り込んで経営者たちを批判して労働者支持を表明した。5月14日にはベルリンを訪れた三人の工夫代表者を引見し、ドイツ社会主義労働者党（ドイツ社会民主党の前身）の扇動にのって公共の安全を脅かす行為は辞めるよう要求する一方、彼らの陳情に良く耳を傾けた。企業家たちに対しては労働者の賃金上昇に応じるよう求め、応じないのであれば治安維持にあたらせている軍隊を撤収させると脅し付けた。またこの地域の軍司令官の報告書を読み、ヴェストファーレン県知事ロベルト・エドゥアルト・フォン・ハーゲマイスターの怠慢と断じてビスマルクにその更迭を命じた。
ヴィルヘルム2世はストライキと社会主義労働者党との関連性を否定し、またストライキが長引けば石炭が不足し、安全保障にも影響すると懸念していたが、ビスマルクはこの争いを期限切れが迫っている社会主義者鎮圧法更新のための社会主義勢力への攻撃材料にすることにのみ専心していた。
ビスマルクは毎年数か月は領地へ帰る癖があったが、この年も6月には領地へ帰り、翌年1月までベルリンを不在にした。この間にヴィルヘルム2世は、対ロシア強硬派のヴァルダーゼー将軍や外務省参事官ホルシュタイン、反ユダヤ主義者のシュテッカーなど反ビスマルク派の影響を強く受けるようになった。またヒンツペーター教授は、社会問題に積極的に取り組むべきだと説いていた。ヴィルヘルム2世は、ヒンツペーター教授をはじめとして労働者問題に通じた識者を助言者にして労働者保護勅令の準備を開始した。
しかしビスマルクの方向性はそれとは正反対であり、彼は期限切れが迫っている社会主義者鎮圧法の無期限延長法案を10月に帝国議会に提出した。1890年1月24日の御前会議においてヴィルヘルム2世は再び「ドイツ企業家が労働者をレモンのように絞っている」事を批判し、「私は貧者の王たることを欲する」と宣言した。ヴィルヘルム2世は社会主義者鎮圧法について追放条項の削除を求めてビスマルクと激しい論争をした。ヴィルヘルム2世はビスマルクが社会主義者鎮圧法否決に乗じて内乱を起こそうとしていると感じ、「我が治世の初期が臣民の血で染まる事を望まない」と釘を刺した。
1890年2月1日には日曜日労働の禁止、女性や少年の夜間労働・地下労働の禁止、労働者保護国際会議のベルリン開催の呼びかけなどの条項を含む労働者保護勅令の「二月勅令」が発せられた。保守的なビスマルクはこの勅令に反発し「社会問題はもはや薔薇香水で解消できない。鉄と血で解決される」などと述べた。ビスマルクはこの勅令への副署を拒否したうえ、ベルリン労働者保護国際会議の開催の妨害工作を行った。この件でヴィルヘルム2世はビスマルクに決定的な嫌悪感を持ったという。
1890年2月20日の帝国議会選挙はビスマルクを支える「カルテル」3党（保守党、帝国党、国民自由党）の敗北に終わった。ビスマルクは先の帝国議会で否決された社会主義鎮圧法を再度提出し、また否決確実の軍制改革法案も一緒に提出して議会との紛争状態を作ることでクーデタを起こすことを計画した。さらに3月2日の閣議でビスマルクはヴィルヘルム2世を封じ込めようと1852年プロイセン閣議命令の遵守を閣僚たちに求めたが、これにヴィルヘルム2世は激怒し、3月5日にブランデンブルク州議会での演説において「私の行く手を遮る者は粉砕する」と宣言した。
ビスマルクを切る事を決意したヴィルヘルム2世は、ビスマルクに帝国議会との協調のうえでの法案を成立させることを命じることで彼の企むクーデタの道を塞ぎ、1890年3月18日にビスマルクを辞任に追いやった。ここに1862年以来のプロイセン宰相、1871年以来のドイツ帝国宰相であるビスマルクは退任した。
即位前のヴィルヘルム2世はドイツ帝国の建設者であるビスマルクを尊敬していたが、即位後には親政に邪魔な存在となっていた。ヴィルヘルム2世は「老いた水先案内人に代わって私がドイツという新しい船の当直将校になった」と述べ、これによって社会主義者鎮圧法は延長されないことが最終的に確定されると同時に「世界政策」と呼ばれる帝国主義的膨張政策が展開されていくことになる。しかし列強の既得権とぶつかるこれらの政策は、軍事力を背景に露骨な示威行動を通して実行され、ロシア帝国やイギリス帝国との関係を悪化させることになる。
- 1889年の宰相オットー・フォン・ビスマルク侯爵を描いた肖像画
- 労働者保護勅令「2月勅令」を描いた挿絵
- ヴィルヘルム2世とビスマルク（1888年）

##### 宰相カプリヴィ時代
ビスマルクの後任のドイツ帝国・プロイセン王国宰相には、海軍大臣レオ・フォン・カプリヴィが任じられた。彼は普仏戦争で活躍した軍人であり、政治家経験はなかったが人望が厚く、老皇帝ヴィルヘルム1世もビスマルクが辞職する日が来た時には後任の宰相に、と考えていた人物であった。ビスマルクも辞職の際に、後任の宰相として彼を推挙している。またカプリヴィはホルシュタインが影響力を持っている人物でもあり、ホルシュタインとビスマルクの妥協の人事であったともいえる。
ヴィルヘルム2世とカプリヴィは、ビスマルク時代と方針を転換して、労働者保護政策を推進した。この方針転換は「新航路 (Neue Kurs) 」と呼ばれた（ヴィルヘルム2世は「航路は従来のまま、全速前進」と述べていたが、実際にはビスマルク時代から大きな変更が加えられたことから新聞などによってこう呼ばれるようになった）。1890年5月に「労働裁判所に関する法律」と「営業条例改正に関する法律」の法案を帝国議会に提出し、1890年6月に「労働裁判所に関する法律」がほぼ修正なしで決議された。これにより労働争議を調停する裁判所が設置されることとなった。この労働裁判所は陪審員が雇用者と労働者の代表から半々ずつ出され、労働者が労働争議に際して雇用者と対等の立場で議論できる画期的な制度であった。営業条例改正法案の方は1891年に成立し、これは「2月勅令」で予告した日曜労働の禁止、女性の夜勤の禁止、13歳以下の少年の労働の禁止、また16歳以下の男女の労働時間の上限をそれぞれ10時間、11時間に制限し、現物賃金支払いも禁止するものだった。
こうした「新航路」政策が行われた背景には、与党「カルテル」3党がぼろぼろになった今、左派自由主義勢力と中央党を懐柔したいという思惑があった。そして労働者をドイツ社会民主党（SPD）から切り離し、政府を支持させる意図があった。
しかし、カプリヴィは1892年初頭に帝国議会第一党であるカトリック政党中央党に迎合するため、ビスマルク時代に徹底的に分離された教育と教会を再び結びつけようとして、カトリック教会の教育への介入を大幅に認める学校教育法の法案を議会に提出した。これは議会内の自由主義勢力の激しい反発を招き、廃案に追い込まれた。ヴィルヘルム2世もカプリヴィの提出したこの法案に対して「絶対反対」の立場を示した。これはフィリップ・ツー・オイレンブルクがヴィルヘルム2世に「学校教育法は中道政党と共同して行うべきで自由主義勢力の怒りが帝政に向かってこないようにしなければならない」と手紙で書き送ったためであるらしい。この騒ぎで1892年3月にカプリヴィはプロイセン宰相職を辞して、ドイツ帝国宰相職のみに留まることとなった。後任のプロイセン宰相には、オイレンブルクの兄であるボート・ツー・オイレンブルク伯爵が任じられた。ドイツ帝国宰相とプロイセン王国宰相職が分離したことは、カプリヴィの権力を弱めることとなった。
カプリヴィは1893年に「小通商条約」を可決させ、1894年にはロシアとの間に通商条約を結ぶなど自由貿易政策を推進したが、農業関税引き下げに激怒した国内農業勢力の激しい反発にあった。
「新航路」政策によって労働者が政府支持に転じると思っていたヴィルヘルム2世だったが、彼はその効果をあまりに性急に求めたために効果が薄いと感じるようになり、「新航路」政策に疑問を感じるようになった。そこで再び弾圧法規路線に戻った。1894年9月、ヴィルヘルム2世とボート・ツー・オイレンブルクは「転覆政党に対する闘い」と称して「転覆防止法 (Umsturzgesetz) 」という政府への政治的反対行為の処罰を強化する法律を提起した。議会の反発を買うことを恐れたカプリヴィがこれに反対し、結局ヴィルヘルム2世は1894年10月26日にカプリヴィもボートもそろって宰相職から罷免した。この決定もリーベンベルクにおいて、つまりオイレンブルクとヴィルヘルム2世によって決定されたようである。オイレンブルクは1894年初頭頃からホルシュタインとヴィルヘルム2世の間を仲介しているだけの存在から卒業し、ヴィルヘルム2世に独立して影響力を発揮するようになっていた。
カプリヴィ時代が終わると「新航路」も終わりを迎えた。
- ドイツ帝国宰相レオ・フォン・カプリヴィ伯爵
- プロイセン宰相ボート・ツー・オイレンブルク伯爵

##### 宰相ホーエンローエ時代
カプリヴィの後任としてドイツ・プロイセン宰相に就任したクロートヴィヒ・ツー・ホーエンローエ＝シリングスフュルスト侯爵は帝国議会を重んじ、「転覆防止法案」などの弾圧法規はSPDや中央党、自由主義勢力との不毛な対立を招くと反対していたのだが、彼は指導力が無かったため皇帝やその側近の意向を無視できない立場にあり、結局「転覆防止法案」を議会に提出せざるを得なくなった。
しかしすでに弾圧法規思想は後退しており、そうした法案を議会で可決させるのは難しかった。1894年年末に帝国議会に提出された「転覆防止法案」は1895年5月1日に否決されている。1897年5月には公安を乱す恐れのある集会の解散を命じる権利を警察に認める内容の「結社法改正法案」がプロイセン王国議会下院に提出されたが、やはり否決された。1899年6月に「懲役法案」と呼ばれた「工場労働関係保護法案」（労働者の団結権を奪い、スト破りを妨害しようとした者は禁固刑か懲役刑に処するという内容）が帝国議会に提出されたが、圧倒的多数でもって否決されている。弾圧法規が次々と否決される中、皇帝周辺では議会に対する「クーデタ」の噂が囁かれた。この噂は中央党を与党化するのに大きな効果があった。中央党の与党化の最初の一歩は艦隊法であった。
1897年6月にドイツ東洋艦隊司令官アルフレート・フォン・ティルピッツが海軍大臣に任じられ、さらに10月にはオイレンブルクと親しい関係にあるベルンハルト・フォン・ビューロー伯爵（後に侯爵）が外相に任じられた。これらはヴィルヘルム2世の「世界政策」を推進するためにオイレンブルクが考えた人事であった。ティルピッツが中心となり大規模な建艦計画が立てられた。それに基づいて1898年3月28日に第一次艦隊法、1900年6月12日には第二次艦隊法が帝国議会で可決された。第二次艦隊法では現在27隻の戦艦を38隻に増強することが定められた。
社民党は艦隊法を大工業の利益に奉仕する物として批判していたが、中央党はじめ多くの政党が賛成したために可決された。これは「ドイツ艦隊協会」（海軍省や軍需産業クルップなどの後押しで創設され、約80万人の会員を有する）による大衆的圧力が各党にかけられていたためである。また皇帝の議会に対する「クーデタ」の噂を中央党が恐れていた事も背景となっていた。
ホーエンローエは1900年10月16日に老齢を理由に宰相を辞することとなったが、中央党と政府の協力関係は後任の宰相ビューロー侯爵の政権前半期にも続く。
- 1896年、ドイツ皇帝ヴィルヘルム2世一家
- 宰相クロートヴィヒ・ツー・ホーエンローエ＝シリングスフュルスト侯爵
- 海軍長官アルフレート・フォン・ティルピッツ

##### 宰相ビューロー時代

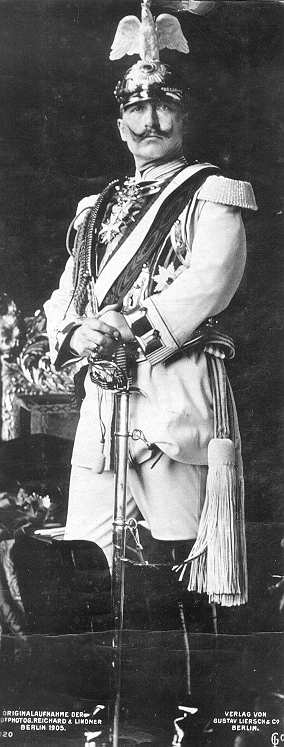
1905年、ヴィルヘルム2世

1900年10月17日、外相ビューロー侯爵が後任のドイツ・プロイセン宰相に就任した。ビューローとオイレンブルクは、同性愛関係さえ疑われそうな手紙をやり取りするほど親しい関係にあった。ビューローはオイレンブルクに「ビスマルクは権力そのもの、カプリヴィとホーエンローエは閣下の前ではある程度議会や政府の代表者であると自認していました。私は自分を閣下の手足であると思っています。私の代からいい意味において陛下の私的関係による公支配が始まったのではないでしょうか」などと述べている。ヴィルヘルム2世もビューローに大いに期待し、ビューローを「私自身のビスマルク」と呼んだという。ビューローの栄進の一方、オイレンブルクは次第に政治から遠ざかるようになっていった。1902年にはオーストリア大使の職も辞した。その後は1907年の失脚まで政治にかかわる事はほとんどなくなった。
ビューローははじめ帝国議会第一党である中央党に依存することで帝国議会を安定的に運営していたが、ヴィルヘルム2世は政府が中央党に支配されるのを好んでおらず、また中央党内でもマティアス・エルツベルガーら左派政治家が政府に追従しすぎだとして党執行部への批判を強めていた。
政府と中央党の関係が悪化していく中、1904年にドイツ帝国植民地であるドイツ領南西アフリカでホッテントット族やヘレロ族が反乱を起こした。ヴィルヘルム2世とビューローはただちに援軍を派遣して反乱を鎮圧させたが（ヘレロ・ナマクア虐殺）、1906年秋にその軍の駐留費として帝国議会に提出された追加予算案は社民党と中央党によって否決されたため、政府は12月13日に議会を解散して総選挙に打って出た（「ホッテントット選挙」と呼ばれた）。ビスマルク時代からの与党連合である「カルテル」3党に加えて、左派自由主義3党（自由思想家連合、自由思想家人民党、ドイツ人民党）も対外的問題や植民地政策については政府の方針を支持することを表明した。1907年1月に行われた選挙の結果、この6党は議会の過半数を獲得した。選挙後に6党は連立するようになり議会内に「ビューロー＝ブロック」と称された一応安定した与党連合が形成されるようになった。とはいえ左派自由主義勢力は対外問題や植民地問題で政府を支持しただけであり、内政問題では政府とは依然大きな隔たりがあった。
1906年4月28日、マクシミリアン・ハルデンというユダヤ人ジャーナリストが「皇帝の側近に同性愛者がいる」という記事を発表した。続く一連の裁判の中でハルデンは「反ユダヤ主義的な国粋主義の同性愛者の一味が皇帝を操っており、強大な大国としての政治を不可能にしている」と主張した。ハルデンはビスマルクやホルシュタインの証言をもとにオイレンブルクを男色家として糾弾し、1908年5月8日にオイレンブルクが同性愛の容疑で逮捕されるに至った（ハルデン＝オイレンブルク事件）。その後オイレンブルクは病気療養を理由に釈放されたが、この事件により完全に失脚した。ビューローはじめこれまでオイレンブルクの恩恵に浴していた者たちも、一斉にオイレンブルクと距離を取るようになった。この一件はヴィルヘルム2世をかなり不安にさせたらしい。ヴィルヘルム2世はビューローに不信感を持つようになり、また皇帝権威を大きく失墜させる事件を起こしてしまう。
1908年10月28日、イギリス陸軍大佐エドワード・ジェームズ・モンタギュー＝スチュアート＝ワートリーとヴィルヘルム2世のドイツの内政と外交について語った対談が、イギリスの新聞『デイリー・テレグラフ』に掲載された。この対談でのヴィルヘルム2世の「軽口」が国内外で問題視された（デイリー・テレグラフ事件）。帝国議会から皇帝の権力を憲法で制限すべきだという論議が盛んになり、宰相ビューローからも擁護してもらえず、窮地に陥ったヴィルヘルム2世はこれを静めるためビューローに対して「今後は憲法にのっとって政治を行う」と約束する羽目となり、帝国議会の威信が強まった。以降ヴィルヘルム2世の権力は事実上軍事に限定され、宰相の権力基盤は皇帝から帝国議会多数派に移行していった（とはいってもなおも皇帝は最高権威で在り続け、政府高官にとってヴィルヘルム2世から支持を得ることは自らの立場を強化するのに重要なことであったが）。この件でヴィルヘルム2世はビューローを完全に「裏切り者」と看做すようになった。ヴィルヘルム2世はビューローを公然と「腐れ肉」などと呼ぶようになった。しかしヴィルヘルム2世の「個人的統治」の終焉は、ドイツ帝国に深刻な「指導者不在」の状態を招くこととなる。
イギリスとの建艦競争によって巨額になりはじめた財政赤字が深刻化すると、ビューローは相続税の対象拡大、消費税の値上げ、新聞広告税の導入などによって賄おうとしたが、議会のあらゆる勢力から批判され、「ビューロー＝ブロック」は崩壊した。窮地に陥ったビューローだが、ビューローに反感を持っていたヴィルヘルム2世は彼を救おうとはしなかった。ヴィルヘルム2世は1909年7月14日にビューローの辞表を受理した。後任のドイツ帝国・プロイセン王国宰相には、テオバルト・フォン・ベートマン・ホルヴェークが任じられた。
- 宰相ベルンハルト・フォン・ビューロー侯爵
- 1908年、キール港に停泊するドイツ皇室御用船「ホーエンツォレルン(de)」の甲板上のビューローとヴィルヘルム2世とルドルフ・フォン・ヴァレンティニィ(de)

##### 宰相ベートマン時代
「ビューローブロック」崩壊後に誕生したベートマン内閣は保守党、帝国党、中央党を政府の支持政党として獲得し、「黒青ブロック」を形成した。黒はカトリック、青はプロテスタント・ユンカーを意味している。しかし1912年1月の帝国議会選挙で「黒青ブロック」は惨敗し、社民党が躍進して帝国議会第一党に躍り出た。
「黒青ブロック」は崩壊し、帝国議会と政府の距離が急速に離れる中の1913年10月、ツァーベルン事件が発生した。軍の横暴として大騒ぎになったが、宰相ベートマンは陸相エーリッヒ・フォン・ファルケンハインの圧力を受けて軍の立場を支持したが、これに対して帝国議会は保守党を除く全政党が宰相不信任を決議した。だが、ドイツ帝国においては宰相の任免権は皇帝にあり、宰相が議会の不信任決議に従う義務はない。結局ベートマンはヴィルヘルム2世の支持を得て地位を維持し、事件に関係した軍人達も処罰されることはなかった。
しかしこの件で政府と議会に大きな亀裂が生じた。
- 宰相テオバルト・フォン・ベートマン・ホルヴェーク

#### 外交政策

##### 親英反露
1890年6月17日に切れる独露再保障条約の更新をロシア帝国は求めていたが（この要請はビスマルク退任前に行われていた）、ヴィルヘルム2世はこれを拒否した。これは彼がロシアとの関係よりオーストリアやルーマニアとの関係を重視したためである。またロシアと対立するイギリスを取り込む意図もあった。これによりロシアとフランスが接近をはじめ、1894年には露仏同盟が締結されてしまった。当時のフランスは普仏戦争以来、エルザス＝ロートリンゲン（フランス名アルザス＝ロレーヌ）の奪還を狙って反独姿勢をますます強めていた（反ユダヤ主義を背景にしたドレフュス事件の発生にも象徴されるようにフランスでは産業化に伴って排外主義・人種差別主義が高揚していた）。露仏同盟はドイツを敵視したものであると同時に、イギリスをも敵視したものであった。フランスはアフリカにおいて、ロシアはアジアにおいてイギリスと植民地争奪戦を繰り広げていたからである。
1890年7月1日には、ドイツはイギリスとの間にヘルゴランド＝ザンジバル条約を締結した。これを機にイギリスを三国同盟側に引き込もうという意図もあったが、それはイギリス側に拒否された。とはいえ親英反露はこの後しばらくドイツの外交政策の基本方針となる。英露の対立関係の中でどちらか一方にだけ与しないというビスマルク時代の外交方針はここに破棄されたのである。イギリスとドイツの関係は、基本的には1897年頃までは悪くなかった。
しかしヴィルヘルム2世は1894年11月にロシア皇帝（ツァーリ）に即位したニコライ2世とは個人的に親しくしていた。二人は英語で手紙を送りあう親密な間柄だった。

##### 帝国主義とイギリスとの対立

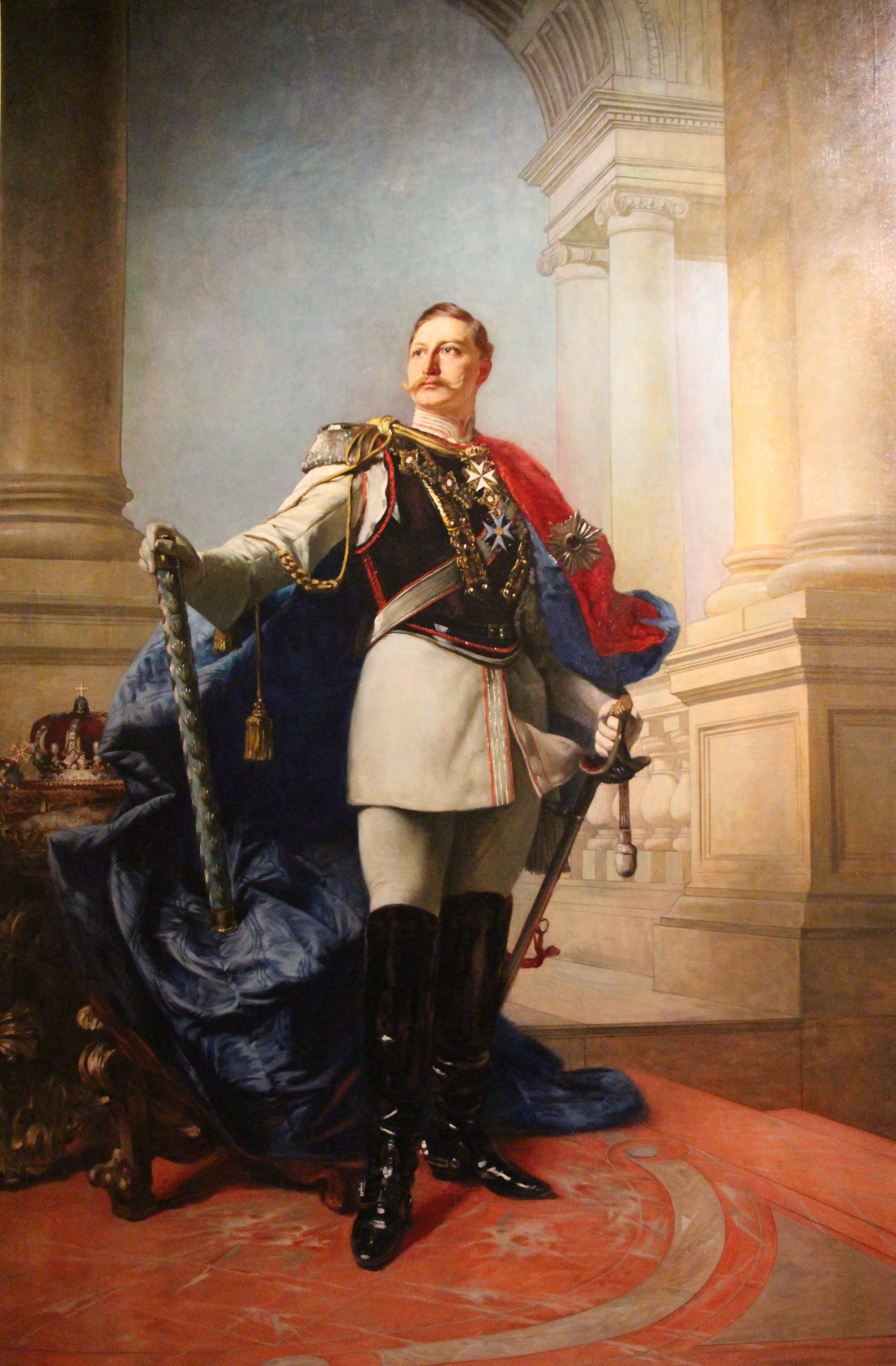
1890年のヴィルヘルム2世の肖像画（マックス・コーナー画）

ドイツはビスマルク時代にアフリカや太平洋地域において植民地を獲得していたが（ドイツ植民地帝国）、イギリス（イギリス帝国）やフランス（フランス植民地帝国）に比べると圧倒的に少なかった。そのためヴィルヘルム2世は、より多くの植民地を獲得してドイツを「陽のあたる場所」に導くことを目指した。「世界政策」とよばれる膨張政策が開始されることとなった。ヴィルヘルム2世が植民地拡大にこだわったのは、覇権主義より非軍事的要因が大きかった。植民地政策は国民の関心を国内問題から対外問題にそらし、国内世論を統一するうえで最も有効な手段であった。またビスマルク時代以降、ドイツは大きな戦争に巻き込まれることも無く、産業化に成功し経済規模は拡大していた。1875年に4200万人だったドイツの人口は、1913年には6800万人に増加していた。この余剰人口を海外へ移住させたいという意図もあった。
1890年に外務省内に植民地局を設置させ、1894年からこの局に植民地に関する全権を任せ、植民地を一括管理下においた（同局は1907年に帝国植民地省として独立した省庁になる）。1895年にはロシアの求めに応じてフランスと共に日本に三国干渉をかけ、遼東半島を清に返還させた。三国干渉はドイツにとって極東進出の足がかりにするとともにロシアに極東の権益に関心を持たせることによってヨーロッパや中近東における同国の影響力を下げようという意味があった。三国干渉後まもなくドイツに極東進出のチャンスがやってきた。1897年11月に山東省においてドイツ人カトリック宣教師が殺害されたのである（曹州教案）。この事件を口実に清に遠征を行い、翌1898年に清から山東半島南部の膠州湾租借地を獲得した。更にこの直後に南太平洋のカロリン諸島やマリアナ諸島も獲得した。
とはいえ、それ以外の植民地拡大はなかなか捗らなかった。植民地拡大には、なんといっても巨大な海軍力が不可欠であった。元来ドイツは陸軍大国であり、海軍は陸軍の付属的な存在と看做されて軽視されてきた。ヴィルヘルム2世はアメリカの海軍理論家アルフレッド・セイヤー・マハンの著作に強い影響を受けていたため、世界を制するには海を制する必要があり、それには巨砲を搭載した巨大戦艦が必要であると確信した。ヴィルヘルム2世は1896年1月18日の演説で「ドイツ帝国は今や世界帝国となった」、1898年9月23日の演説で「ドイツの将来は海上にあり」と宣言した。
1897年6月にアルフレート・フォン・ティルピッツが海軍大臣に就任し、彼の下で大規模な建艦計画が始動し、艦隊増強の指針を定めた「艦隊法」が制定された。これを恐れたイギリスも自国艦隊の増強を開始した。当時のイギリスの海軍力は世界最強であり、ドイツがイギリスに対抗し得る海軍力の到達点は果てしなく、英独両国の建艦競争は泥沼化することとなった。とはいえドイツにとって、艦隊とはあくまでイギリスに「ドイツ艦隊侮りがたし」と思わせることで植民地争奪交渉を有利にするための政治的道具であった。したがって実際にイギリスに追いつく必要はないし、イギリスに危険と認識させられれば十分であった（ティルピッツはこれを「危険艦隊」思想と呼んだ）。
1900年以降のヴィルヘルム2世の「世界政策」は、2つの方向性で行われた。一つはアフリカに大植民地を得ること、もう一つはバルカン半島や中近東など南東にドイツの勢力を拡大していくことであった。後者はドイツ、オーストリア、オスマン帝国の同盟によって経済的統一体を作ることを目指していた。その象徴がバグダート鉄道と3B政策であった。ドイツは1888年に、オスマン帝国からアナトリア鉄道の建設の特許を得ていた。1898年のヴィルヘルム2世のオスマン帝国訪問で、ドイツの中近東への進出政策は加速した。この訪問の際に、ヴィルヘルム2世は「ドイツは全世界3億のイスラム教徒の友である」と演説したが、これはイスラム教徒を数多く版図におさめるイギリス、フランス、ロシアを刺激した。この演説は、ドイツがイスラム教徒と結託して英仏露のイスラム支配体制を転覆しようと企てている証拠として、英仏露に後々まで引用された。1903年からはドイツ資本のバグダード鉄道が鉄道建設を本格化させた。ベルリン、ビザンティン、バグダードを結んでドイツの影響力をペルシャ湾まで及ぼそうとした（3B政策）。しかし「3B政策」は、ロシアのバルカン・中近東への南下政策やイギリスのカルタッタ、カイロ、ケープを結ぶ「3C政策」に脅威となるものであった。英仏露が激しく反発し、バグダード鉄道の鉄道建設は大幅に遅れ、最終的に第一次世界大戦のドイツの敗戦によって挫折することとなる。
1896年、南アフリカのイギリス植民地ローデシアの南アフリカ会社騎馬警察隊が、ボーア人国家トランスヴァール共和国の金鉱を狙って同国に侵入したジェームソン侵入事件において、ヴィルヘルム2世は鎮圧に成功したトランスヴァール共和国大統領ポール・クリューガーに宛てて祝電を送った。この祝電はジェームソン侵入事件を批判するイギリス以外のヨーロッパ諸国からは称えられたが、イギリスとの関係は悪化した。祖母ヴィクトリア女王からも手紙が贈られてきて苦言を呈された。これ以降ヴィクトリアは様々な理由を付けてヴィルヘルム2世の訪英を拒否するようになり、再び訪英を許されたのは1899年になってのことだった。
- 列強諸国の清の植民地化を描いた挿絵。英女王ヴィクトリアと睨みあう独皇帝ヴィルヘルム2世
- バグダート鉄道の路線図

##### ドイツ包囲網
ドイツもイギリスとの関係回復は常に図ろうとしていた。1899年11月にヴィルヘルム2世は訪英を行い、アングロサクソン族とチュートン族の大同盟（英米独三国同盟）構想を提唱したが、実現しなかった。1899年9月に清で義和団の乱が発生し、駐清ドイツ公使クレメンス・フォン・ケーテラー男爵が義和団によって殺害されると、ヴィルヘルム2世はただちにアルフレート・フォン・ヴァルダーゼー伯爵元帥率いる遠征軍を清に派遣した。ヴァルダーゼーは八カ国連合軍全体の最高司令官にも就任した。八カ国連合軍は北京を占領した。この際にドイツはイギリスとの間に揚子江協定を締結している。しかしドイツは完全にイギリス側に立ってロシアと対立する意思は無く、満洲の権益問題をこの協定から外している。これは極東の権益問題においてロシアを牽制しておきたいイギリスの希望を満たす物ではなかった。1901年にもドイツはイギリスに同盟を提案しているが、この時もドイツはロシアと決定的な対立をしたがらなかったため、同盟は実現しなかった。結局イギリスは「栄光ある孤立」を放棄する相手としてドイツではなく日本を選び、1902年に対ロシアを目的とした日英同盟が締結される。
こうした状況の中、ドイツはロシアとイギリスを東アジア植民地化を巡って対立させることでドイツの国際的地位を有利にしようとした。またこの頃からヴィルヘルム2世は側近の忠告で台頭する日本に警戒心を持つようになり、黄禍論を固め、ロシアを助ける必要性を感じるようになっていた。一方イギリスはロシアを抑えるため、日本を支援した。またイギリスは日露戦争開戦と共にフランスに接近し、1904年4月8日に英仏協商を締結している。これはフランスがエジプトにおけるイギリスの権益を認める代わりに、イギリスはフランスがモロッコを植民地化することを認めるというものだった。
これに対抗してヴィルヘルム2世は1905年3月31日に突然モロッコのタンジールを訪問し、フランスに反感を持つスルタンにモロッコ独立を支援することを約束した（第一次モロッコ事件）。ヴィルヘルム2世のこの行動は長らく彼の好戦的性格の表れとされてきたが、今日ではヴィルヘルム2世はこの訪問に消極的で宰相ビューローと外務省高官ホルシュタインがヴィルヘルム2世に強要してやらせたものであることが判明している。ドイツはフランスに対してモロッコ問題の国際会議を求めた。フランス首相モーリス・ルーヴィエが対独強硬派のフランス外相テオフィル・デルカッセを辞職させた結果、1906年1月から4月にかけてアルヘシラス会議が開催された。宰相ビューローは同盟国のイタリア、オーストリア＝ハンガリー、そして門戸開放を国是にするアメリカがドイツの立場を支持するだろうと思っていたが、実際にはまったくそうならなかった。アメリカもイタリアも英仏を支持し、同盟国オーストリアさえも消極的にドイツを支持するに留まり、結局ドイツはアフリカのフランス領の一部で何も資源のない領域のドイツへの割譲だけで譲歩せざるを得なくなった。ドイツの孤立が深まっただけの結果となった。

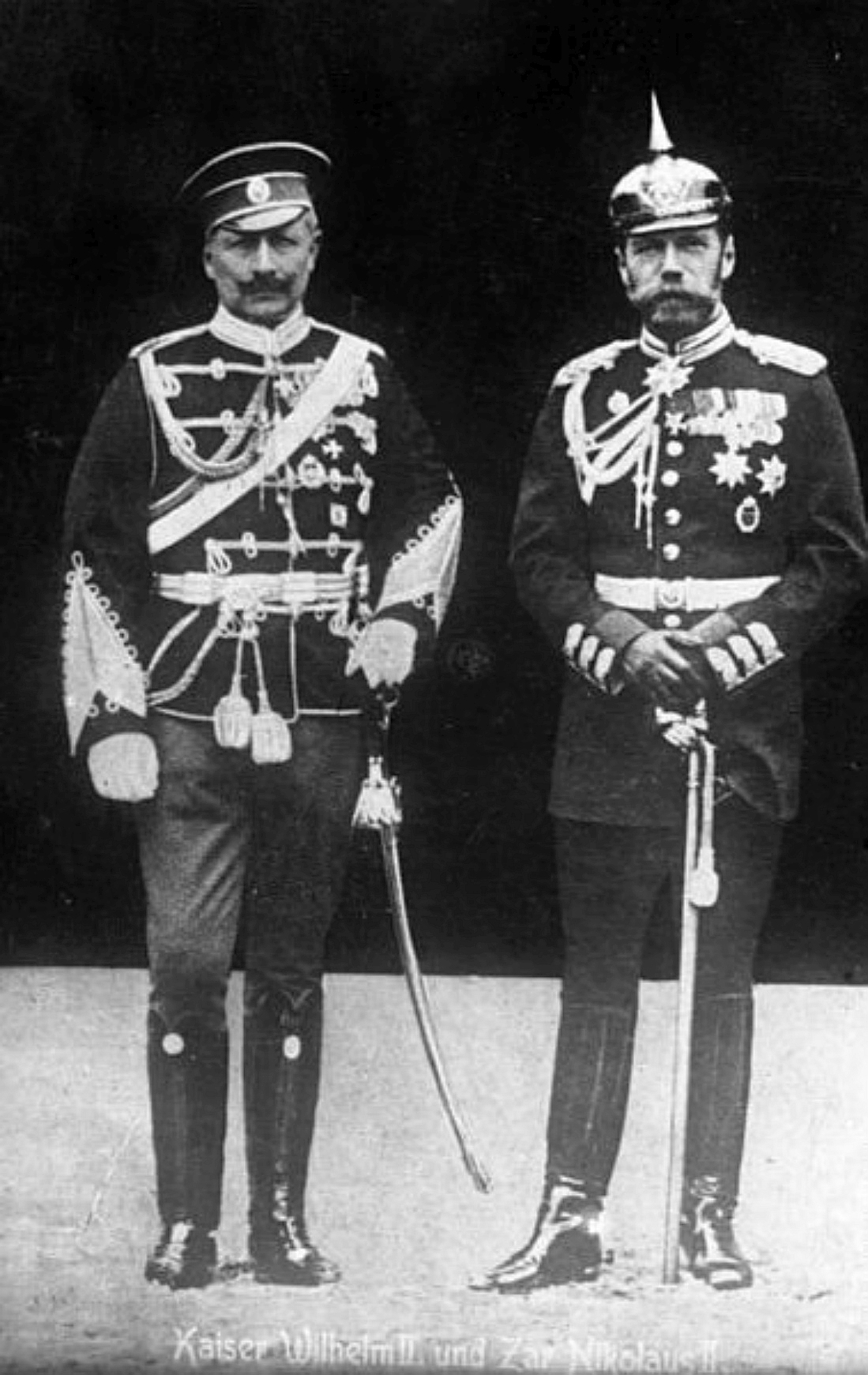
1905年、ロシアの軍服を着るドイツ皇帝(カイザー)ヴィルヘルム2世とドイツの軍服を着るロシア皇帝(ツァーリ)ニコライ2世。

1905年7月24日にヴィルヘルム2世はロシア皇帝ニコライ2世とフィンランド湾のビヨルケ水道で会見し、「ビヨルケの密約」を結んで「独露のどちらかが第三国から攻撃を受けた場合、他方はヨーロッパにおいて軍事的支援を行う」ことを約束した。しかしロシア側はフランスとの同盟を理由にあくまでこれを密約とし、さらにロシア外相セルゲイ・ヴィッテがロシアに何の得もない約束であるとニコライ2世に上奏したこともあり、最終的にこの密約はロシア側によって葬られた。
日露戦争は結局ロシアの敗北に終わる。イギリスはもはや東アジアの権益問題においてロシアは脅威とはならないと判断し、むしろ中近東権益問題や建艦競争の相手であるドイツを危険視するようになる。イギリスはロシアとの接近を開始し、1907年に英露協商が成立した。日本も同盟国イギリスに倣い、日仏協約、ついで日露協約を締結した。着実と進むドイツ包囲網にヴィルヘルム2世は焦っていた。
日露戦争後、中国分割・門戸開放政策をめぐって日米の対立は深まった。この状況を見て、ドイツはアメリカ・清と反日同盟を結ぼうとした。反日・反英の清はこれに乗り気だったが、アメリカにはイギリスと対立する意思はなかった。日本外相小村寿太郎もこの動きを警戒して先手を打ち、1908年に日米協商を締結している。最終的に1910年から1911年にかけてアメリカはドイツと距離をとってイギリスに接近するようになり、これを受けてイギリスもこれまでの反米姿勢を修正して1911年に更新された日英同盟から日米戦争発生時の日本援助義務条項を削除した。こうしてドイツに好意的な国は貧弱な清とオスマンだけという厳しい状態となった。
前述したが、1908年10月28日にイギリスの新聞『デイリー・テレグラフ』にイギリス軍大佐とヴィルヘルム2世の対談が掲載された（デイリー・テレグラフ事件）。その対談でヴィルヘルム2世は自分は親英論者であること、そのために自分はドイツ国内で孤立していること、またボーア戦争の際に露仏両国から対英大陸同盟の働きかけがあったが、自分はそれに乗らなかったこと、ボーア戦争においてイギリスが勝利できたのは自分の案のおかげであること、ドイツ艦隊の増強はイギリスをターゲットにしたものではないことなどを主張した。ヴィルヘルム2世としては英国の反独感情を和らげようとして行った対談だったのだが、「ドイツ皇帝の不遜な態度」にかえってイギリス世論が反発し、露仏も激しく反発してドイツはますます孤立してしまった。
モロッコで起こった反フランス暴動を鎮圧すべく出動したフランス軍に対抗して、ドイツ外相キダーレンの主導でドイツ政府は1911年7月1日にアガディールに艦隊を派遣し、モロッコの領土保全と門戸開放を訴え、フランスのモロッコ権益を侵そうとして対立を深めた（第二次モロッコ事件）。ドイツはモロッコ問題から手を引く条件としてフランス領コンゴのドイツへの譲渡を要求し、中央アフリカへの進出を狙ったが、イギリスがフランス断固支持を表明したため、結局ドイツが新たに獲得した植民地はたいして価値のないドイツ領カメルーンの領土拡大だけだった。
1912年春にイギリスは陸軍大臣ホールデン子爵を団長とする「ホールデン使節」をドイツに派遣し、英独の交渉が行われたが、どちらも目標を達することはできなかった。ドイツが求めた大陸戦争が発生した場合のイギリスの中立の保証はイギリスによって拒否され、イギリスが求めた建艦競争の休戦の提案はドイツ側が拒否した。宰相テオバルト・フォン・ベートマン・ホルヴェークは海軍の軍備増強に制限をかけることに前向きだったのが、海軍大臣ティルピッツがこれに強硬に反対した。ヴィルヘルム2世もティルピッツを支持したため、最終的に拒否することとなったのであった。

#### 大元帥としての軍務
ヴィルヘルム2世が即位するとまもなくヘルムート・カール・ベルンハルト・フォン・モルトケ（大モルトケ）伯爵が退役を希望した。ヴィルヘルム2世は退役を認可し、1888年8月10日に参謀次長アルフレート・フォン・ヴァルダーゼー伯爵を代わりの参謀総長に任じた。ヴァルダーゼーは即位前からヴィルヘルム2世と親しくしていた人物であり、宰相ビスマルクの失脚にも一役買った。
しかしヴァルダーゼーは伝統的なプロイセン軍人らしく陸軍増強論者であったため、植民地拡大のために海軍を増強したがっていたヴィルヘルム2世と意見対立を深めた。ヴィルヘルム2世はヴァルダーゼーを更迭し、1891年1月31日にアルフレート・フォン・シュリーフェン伯爵を参謀総長に任じた。ヴィルヘルム2世は「参謀総長は一種の書記官として余の側におればよい。従って余にはもっと若い参謀総長が必要である」と述べた。
シュリーフェンは決戦兵器がすでに騎兵から速射兵器に移っている事を強く認識し、騎兵は遠方偵察用と割り切るなど軍の近代化を進めた。当たり前のことのようであるが、当時のプロイセン軍はいまだ騎兵信仰などの保守主義が蔓延していた。普仏戦争では気球も機関銃もないプロイセン軍が勝利したという成功例もそれを後押ししていた。ただしシュリーフェンはヴィルヘルム2世の機嫌を損ねることは決してしなかった。ヴィルヘルム2世は騎兵突撃を愛していたので御前演習では常にクライマックスに騎兵突撃が行われたが、シュリーフェンはこれに抗議をする事はなかった。陸軍増強のための予算が海軍の建艦費に流用されても抗議することは無かった。
露仏の同盟関係が強化されていく中で、シュリーフェンはロシア・フランスと戦争になった場合、対ロシアの東部戦線は最低限の兵力で以って対処し、対フランスの西部戦線の右翼に戦力を集中させ、ベルギーの中立を犯して通過し、北フランスへなだれ込み、南下してパリの背後に出てそこからスイス国境まで北進するというシュリーフェン・プランを1897年から1905年にかけて策定した。この案によればロシア軍が東プロイセンに侵攻してこようが、イギリス軍がデンマークに上陸してこようがすべて無視し、対フランス戦に集中してフランスを6週間で片づけ、しかる後にそれらの敵と対峙することになる。
1903年末にヴィルヘルム2世は参謀総長シュリーフェンに近衛第一歩兵師団長ヘルムート・ヨハン・ルートヴィヒ・フォン・モルトケ（小モルトケ）中将を参謀次長に任じる旨を告げた。小モルトケは大モルトケの甥にあたり、かつて伯父の副官としてよく宮廷に出入りし、ヴィルヘルム2世から「ユリウス」というあだ名で呼ばれるほど皇帝と親しい間柄だった。この任命に軍事的意味はほとんどなく、ヴィルヘルム2世は「モルトケ」の「ブランド名」に惹かれていただけであるという。シュリーフェンは小モルトケを評価していなかったが、シュリーフェンは古風な上流階級出身者だったから皇帝の意向には黙って従った。
1906年には小モルトケを参謀総長に任じた。小モルトケはシュリーフェン・プランの修正を開始した。折しもドイツ軍はフランス軍の第17号計画を掴んでいた。それによるとフランス軍はロートリンゲン（左翼）に攻撃をかけてくるつもりであった。そこで左翼軍であるロートリンゲンの第6軍、アルザスの第7軍からも攻勢を開始させることとした。これにより右翼軍は若干規模を縮小されることとなった。
- 1899年、ドイツ海軍防護巡洋艦「SMS ハンザII（de）」を視察するヴィルヘルム2世
- 1900年、義和団の乱に際して清に出征する東アジア遠征軍に演説するヴィルヘルム2世
- 1911年、ダンツィヒ。第1近衛軽騎兵連隊(de)を閲兵する皇帝ヴィルヘルム2世と皇太子ヴィルヘルム
- ヴィルヘルム2世とドイツ軍将軍たち

### 第一次世界大戦

#### 開戦
ヨーロッパ列強諸国間の対立は強まり、1910年以降にはヨーロッパ各国で近い将来の軍事衝突は不可避との認識が共有されるようになり、各国は軍拡に力を入れる。
1914年6月28日にドイツの同盟国オーストリア＝ハンガリー帝国皇太子フランツ・フェルディナント大公夫妻がボスニア（1908年にオーストリアが併合した）のサラエボを訪問した際にセルビア人民族主義団体に所属するセルビア人学生により暗殺された(サラエボ事件)。同地はセルビア人が多数であったため、隣接するセルビア王国にアイデンティティを感じてオーストリアの支配に反発する者が多かったのである。オーストリア政府は暗殺の背後にセルビア王国がいると主張し、セルビアに対して戦争も辞さない態度で臨んだ。しかしセルビアのバックにはロシア帝国がおり、戦争となればロシアからセルビアへの軍事援助が予想されたのでオーストリアとしてはドイツの支持を取り付ける必要があった。
1914年7月5日にヴィルヘルム2世はオーストリア大使に対してロシアが介入した場合はドイツがオーストリアを援助することを約束し、セルビアとの戦争を決意しているなら今が最も有利な状況であると述べた。翌7月6日には宰相ベートマンもオーストリアに支援を約束する「白紙委任状」を与えた。ドイツの支持を取り付けたオーストリアはセルビアに最後通牒を送る。7月25日にオーストリアはセルビア政府の回答を不服としてセルビアとの国交を断絶。7月28日にオーストリアはセルビアに宣戦を布告し、セルビア首都ベオグラードへの砲撃を開始し、第一次世界大戦が勃発した。
7月31日にロシアが動員令を発令するとドイツも8月1日に総動員令を布告し、ロシアに対して宣戦を布告した。同日ヴィルヘルム2世は国民に向けて「余はいかなる党派の存在も知らぬ。あるのはただドイツ人のみである」と演説し、挙国一致を求めた。8月3日にはロシアの同盟国であるフランスにも宣戦を布告した。イギリスはドイツに対してベルギーの中立を守るよう要請したが、「シュリーフェン・プラン」にしがみついていたドイツ軍部としてはベルギーへ侵攻しないわけにはいかなかった。ドイツは8月4日にベルギー領へ侵攻を開始したが、これを不服として同日イギリスはドイツに宣戦を布告した。
ヴィルヘルム2世らドイツ指導部が開戦を焦るかのような行動をとったのには幾つか理由がある。まずオーストリアはドイツに残された最後の同盟国であり、オーストリアの動揺はドイツにとって死活問題であった。オーストリアは確実にドイツ側に繋ぎとめておかなければならないし、ロシアが3B政策の妨害をしてこないよう抑えつけておきたかった。またイギリスは歴史的に東ヨーロッパにほとんど関心が無かったので、少なくともイギリスは即座には介入してこないだろうと考えられたことがある。さらに「ヨーロッパの反動の砦」であるロシア帝国との戦争ならば帝国議会第一党であるドイツ社会民主党(SPD)から戦争支持を期待することができた（挙国一致体制で戦争に突入できる）。そしてもう一つ大きな理由にドイツ軍部が1916年か1917年にはドイツ軍のロシア軍に対する軍事的優位が消滅すると考えていたことがある。参謀総長の小モルトケは1914年6月に「戦争は早ければ早いほどドイツに有利である」と述べている。こうした軍部の焦燥がヴィルヘルム2世はじめ政治指導者にも伝染していた。

#### 大戦前期

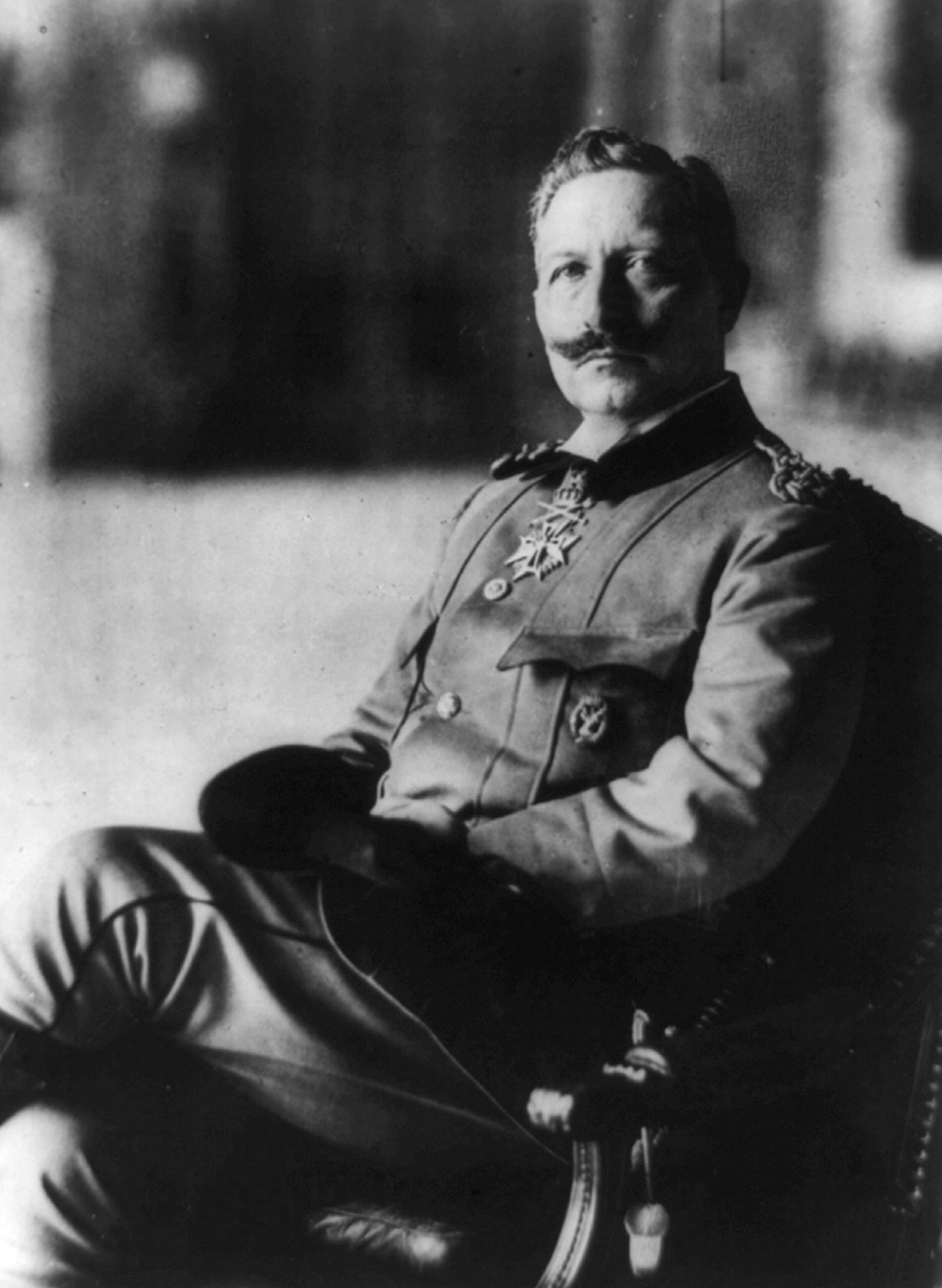
1915年のヴィルヘルム2世

「シュリーフェン・プラン」に基づいてドイツ軍は西部戦線を主戦場とし、ベルギーを通過して北フランスに進撃した。一方東部ではロシア帝国陸軍(ru)が迅速に動員準備を完了させて東プロイセンへ攻め込んできたが、パウル・フォン・ヒンデンブルク大将とエーリヒ・ルーデンドルフ少将率いる第8軍がこれを撃退した（タンネンベルクの戦い）。しかしこの際に参謀総長の小モルトケは二個軍団を西部戦線から引き抜いて東部戦線へ送った。結果「シュリーフェン・プラン」が求める西部戦線の右翼の強化がうまくいかなくなり、9月5日から9月10日にかけての連合軍の反撃（第一次マルヌ会戦）においてドイツ軍の侵攻は停止してしまった。ドイツに迅速なる勝利を約束するはずだった「シュリーフェン・プラン」は早々に挫折した。
ヴィルヘルム2世は小モルトケを更迭し、代わって1914年11月3日付けでプロイセン陸相エーリッヒ・フォン・ファルケンハインを参謀総長に任じた。ファルケンハインはさしあたってドイツ軍をヴェルダン・リーム・ノヨンの線まで後退させた。ファルケンハインは宰相ベートマンに対して「この戦争が望ましい結果に終わる事は疑いないが、それがいつ、どこで、どんな形で達成されるかは現状全く予想できない」と述べている。
1914年クリスマスまでには西部戦線は膠着状態となった。当時の兵器水準では防御のほうが攻撃に勝ったため、大量の戦死者が発生する塹壕戦などの消耗戦になった。戦線がなかなか動かなかったため、ベルギーの大部分と北フランスの主要な工業地帯は大戦中ドイツ軍が占領し続けた。
ヒンデンブルクとルーデンドルフの指揮する東部戦線も苦戦していた。オーストリア軍がレンベルクの戦い(de)でロシア軍に敗れてガリツィア方面は危機に陥った。ポーランドでもロシア軍と中央同盟国（ドイツ・オーストリア）の一進一退の膠着状態が続いた。ヒンデンブルクやルーデンドルフは東部戦線の増強を求めたが、参謀総長ファルケンハインはなおもシュリーフェン・プランの伸翼作戦を実行すれば西部戦線を打開できると信じていたので応じなかった。ヴィルヘルム2世は東部戦線増強派と西部戦線増強派の論争を見守るだけだったが、1915年7月2日のポーゼンでの御前会議ではファルケンハインを支持して東部戦線での大作戦に反対した。
開戦後イギリスはドイツ経済を締め上げるために海上封鎖を開始した。戦争1年目はドイツが物資の面で十分に準備していた事もあって大きな食糧困難は発生しなかったが、年を経るごとにドイツの食糧事情が悪化することは明らかだった。ドイツはイギリスの食糧事情も悪化させようとイギリス周辺海域の船を全て潜水艦Uボートによって沈めるという「無制限潜水艦作戦」を開始した。しかしこれはアメリカ国民やアメリカ船籍が巻き添えを食うとして中立国アメリカ合衆国の反発を招いた。アメリカの抗議に応じてドイツ政府は1915年8月に今後は無警告で客船を撃沈しないことを約束した。ついで9月にはアメリカ船舶が攻撃を受ける可能性を減少させるために英仏海峡やその西側からUボートを引き上げた。無制限潜水艦作戦は特に宰相ベートマンが反対していた。ベートマンはアメリカを強国と認識し、アメリカ参戦だけは回避せねばならないと考えていた。対して軍部はアメリカを軍事小国と過小評価していた。海軍大臣ティルピッツはなおも無制限潜水艦作戦が勝利の切り札であると主張し続けたため、ヴィルヘルム2世は宰相ベートマンの進言を受け入れて1916年3月にティルピッツを解任した。
3B政策やドイツ人軍事顧問採用などかねてから親独的だったオスマン帝国は1914年10月29日にロシア軍に攻撃を開始し中央同盟国側（ドイツ側）で参戦した。これは戦争前期のドイツ外交の成功の一つであった。オスマンの参戦でブルガリア王国の重要性が増し、連合国陣営と中央同盟国陣営はそろってブルガリアを自陣営に引きこもうと必死になったが、結局ブルガリアは1915年9月にドイツと同盟して中央同盟国側で参戦した。
1915年4月末にイープルにおいてドイツ軍が初めて新兵器毒ガス（塩素ガス）を戦場で大量使用した。連合軍も直ちに塩素ガスを毒ガス兵器として使用するようになった。以降両陣営での毒ガス兵器の使用が恒常化し、ホスゲンガス、ジホスゲンガス、そしてついには無色無臭のマスタードガスが開発されて戦場は地獄と化した。一次大戦において両陣営が使用した砲弾の4分の1は毒ガスを詰めた化学砲弾であったといわれている。
1915年末からファルケンハインは本格的に西部戦線に重点を移し、1916年2月にヴェルダンの戦いを開始した。
- 1915年、東部戦線の前線視察に訪れたヴィルヘルム2世。出迎える第11軍司令官アウグスト・フォン・マッケンゼン元帥
- 1916年、ヴェルダン近くの野戦病院に入院する戦傷者を見舞うヴィルヘルム2世
- 中央同盟国の4君主。左からドイツ皇帝ヴィルヘルム2世、オーストリア皇帝フランツ・ヨーゼフ1世、オスマン帝国皇帝メフメト5世、ブルガリア国王フェルディナント

#### 大戦後期「ルーデンドルフ独裁」

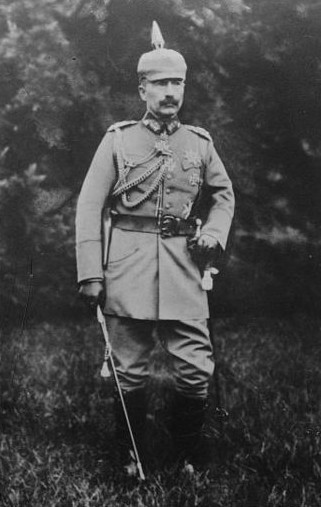
一次大戦中のヴィルヘルム2世

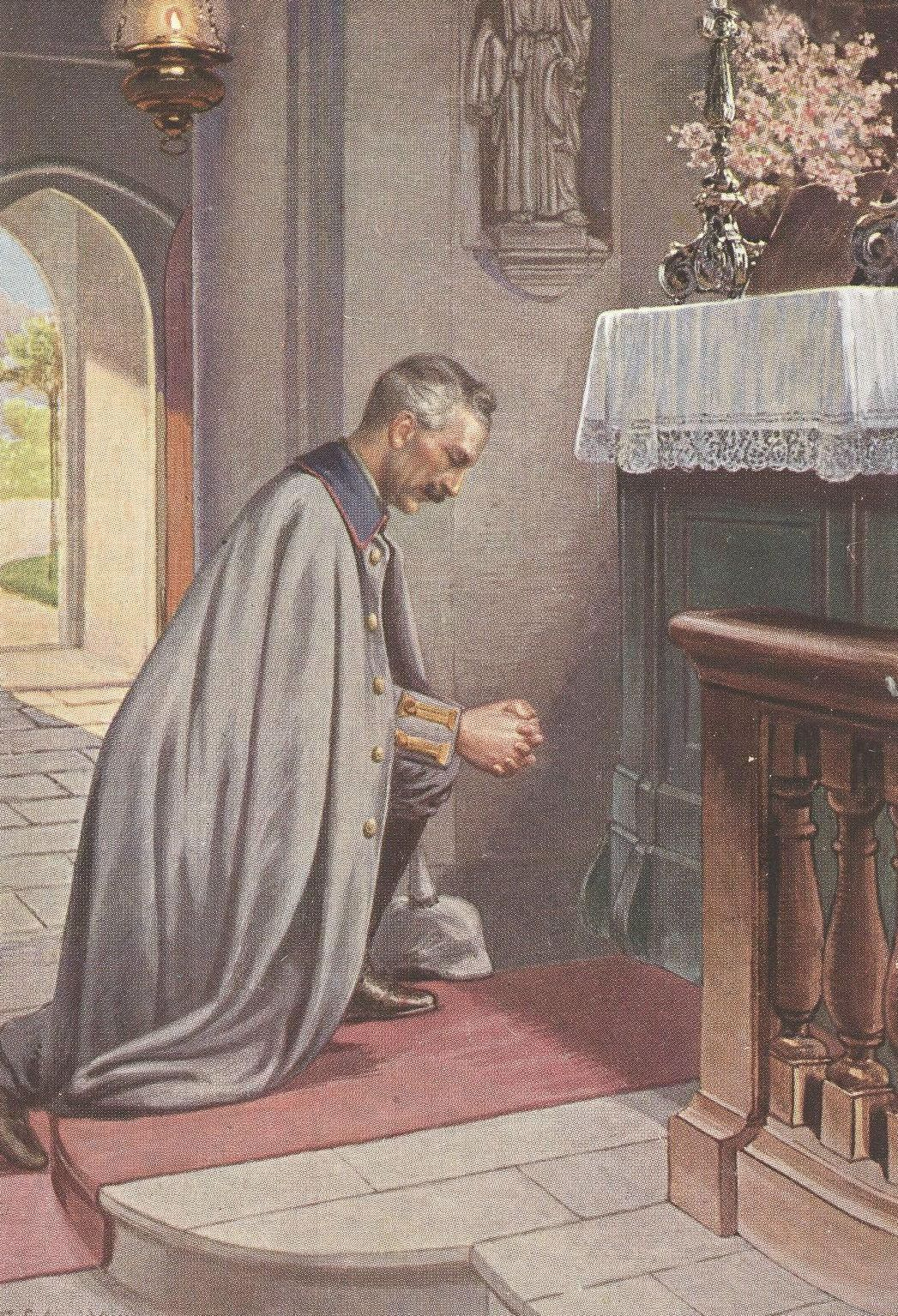
祈るヴィルヘルム2世(1916)

ファルケンハインが発動した西部戦線のヴェルダンの戦いは思わしくなく、また彼が東部から兵力を引き抜いた後に東部戦線でロシア軍のブルシーロフ攻勢など一連の攻勢があったことで彼の面目は潰れた。ファルケンハイン解任を求める声が各方面から強まり、ヴィルヘルム2世も無視できなくなった。1916年8月27日、ルーマニアが連合国側で参戦したのを機にファルケンハインは更迭されることとなった。
ヴィルヘルム2世は後任の参謀総長に国民人気の高いヒンデンブルクを任じた。参謀次長には彼の参謀長であるルーデンドルフを任じた。これは文官政府の力だけでは国内の政治状態を収めるのは難しくなってきたと判断した宰相ベートマンの推薦によるものだった。しかしヴィルヘルム2世自身はヒンデンブルクとルーデンドルフが好きではなかったという。
これ以降のドイツの戦争は実質的にルーデンドルフによって指導されるようになった。彼はヴィルヘルム2世やベートマン、帝国議会など政治指導者に干渉して「ルーデンドルフ独裁」と呼ばれる時代を築くこととなった。依然としてヴィルヘルム2世は軍の大元帥・最高司令官ではあったが、開戦以来薄かったその存在感がますます薄くなり、もはや陸軍最高司令部と帝国議会多数派（社民党・中央党など）の間をうろうろするだけの周辺的存在に過ぎなくなってしまった。
戦争開始からはじめの2年ほどは宰相ベートマンの指導の下に「城内平和体制」と称する全政党・労働組合に政府への協力を求める挙国一致体制が構築され、戦争目的論争は締め出されていた。ところが戦時国債発行のたびに宰相ベートマンが戦争の見通しを帝国議会で説明せねばならず、そうした中で1916年以降になると帝国議会内でも戦争目的をめぐって二つの党派が出現した。「勝利の平和」（敵領土の併合、敵植民地の獲得、敵から賠償金取り立て）を主張する右派勢力と「和解の平和」（無併合、無賠償でよいので早期に敵と平和条約を締結）を主張する左派勢力である。「勝利の平和」はドイツの戦況を考えるとあまりに現実離れしており、「和解の平和」の立場が強まっていった。「和解の平和」を最初に唱えたのは社民党であった。1917年になると社民党のみならず中央党や進歩人民党(略称FVP、自由主義左派勢力の合同政党)(de)なども「和解の平和」を支持するようになった。
1917年3月にはロシア革命により300年続いたロマノフ朝のロシア帝政が崩壊した。ドイツ国民の間にも講和を期待する声が高まり、反戦運動や政府に改革を求める運動が活発になった。3月末には帝国議会内に内政改革を求める憲法委員会が創設された。こうした動きに対応してヴィルヘルム2世は4月7日に発表した復活祭勅書の中で「戦時中にプロイセン選挙法改革の準備に着手して戦後に実施する」と約束した。4月ストライキを経て社民党や中央党など帝国議会多数派の動きは更に活発化した。宰相ベートマンは「和解の平和」論には乗らなかったが、選挙権問題など内政問題で帝国議会多数派に譲歩を決めた。ベートマンの求めに応じてヴィルヘルム2世は7月11日にプロイセン王国政府に対して三等級選挙権制度(de)を改めて平等選挙を旨とする選挙法改正を命じる勅書を出した。だが帝国議会多数派はベートマンの努力を評価することは無く、彼を批判し続けた。
1917年2月にドイツ外相アルトゥール・ツィンメルマンがメキシコに送った「アメリカ参戦の場合、ドイツはメキシコと同盟を結ぶ用意があり、テキサス州、アリゾナ州、ニューメキシコ州の中の旧メキシコ領を取り戻すのを援助してもよい。ドイツには日本と単独講和の準備があり、その後日独墨で反米同盟を締結したい」という電報がイギリス軍に傍受され、イギリスはこれをアメリカに通達した。激怒したウッドロウ・ウィルソン大統領は電報を国民に公表し、アメリカの反独感情が強まった。さらに1917年2月からドイツ海軍はイギリスに対する無制限潜水艦作戦を再開した。かねてからドイツの潜水艦作戦に迷惑していたアメリカはついに1917年4月6日にドイツに宣戦を布告した。宰相ベートマンはアメリカの参戦を防ごうと無制限潜水艦作戦再開に反対していたが、ルーデンドルフら軍部は相変わらずアメリカを過小評価し、またアメリカはすでに実質的に参戦しているも同じと主張して強行したのであった。
選挙法の問題や無制限潜水艦作戦を巡る問題でのベートマンの「弱腰」は帝国議会少数派の保守派やルーデンドルフら陸軍最高司令部から批判に晒された。また帝国議会多数派もベートマンを「平和的でない」と看做していたため陸軍最高司令部によるベートマン排斥の動きに協力した。ヒンデンブルクとルーデンドルフは辞職をちらつかせて、7月13日にヴィルヘルム2世にベートマンを罷免させた。帝国議会多数派は後継の宰相を推すことができなかった。一方ルーデンドルフは後任に元宰相ベルンハルト・フォン・ビューロー侯爵か元海軍長官アルフレート・フォン・ティルピッツを考えたが、この二人はかつてヴィルヘルム2世が解任した人物であったからヴィルヘルム2世から反対があり、結局先日陸軍最高司令部に来てルーデンドルフらの覚えが良かった戦時食糧管理庁次官ゲオルク・ミヒャエリスが就任することとなった。全くの無名の人物であり、ヴィルヘルム2世は「まだ見たこともない人物だが」と呟いたという。
ミヒャエリスは陸軍最高司令部の忠実な代弁者として行動し、陸軍最高司令部の軍事独裁体制が完成した。帝国議会多数派も敗戦を避けるためには陸軍最高司令部に協力するしかない面があった。議会外に「勝利の平和」を主張する超党派組織としてティルピッツを議長とする祖国党が結成され、125万人の会員を有するに至った。この組織の活動はファシズムの先駆けとも言うべきものであり、プロイセン選挙法改正の審議にも影響を与え、結局敗戦までプロイセン議会が選挙法改正を認めることは無かった。しかし1917年夏に最初の水兵の反乱があり、更に軍需工場でのストライキはどんどん革命的になってきた。こうした情勢の中ミヒャエリスは帝国議会と対立を深めて不信任を突き付けられた。これを受けてヴィルヘルム2世は陸軍最高司令部からの抗議を無視してミヒャエリスを解任した。
帝国議会多数派の承認を得てからバイエルン王国宰相ゲオルク・フォン・ヘルトリング伯爵をドイツ・プロイセン宰相に任じた。また進歩人民党のフリードリヒ・フォン・パイヤーが副宰相に任じられた。ただしヘルトリング自身は議会主義に反対する保守的な人物であった。1918年1月にはベルリン、ハンブルク、キール、ライプツィヒ、ニュルンベルクなどで軍事工場労働者の反戦ストライキが勃発した。100万人も参加したストライキとなったが、軍部や政府は指導者逮捕、スト参加者の徴兵、戒厳状態の強化などの強硬措置で臨んだ。しかし1月蜂起の弾圧はますます国内に革命の火種をまき散らすこととなった。
一方戦局は悪化が続いていた。ドイツ軍は連合軍の攻勢に先んじて戦線を後退させ、強固な塹壕陣地帯「ジークフリート線(de:Siegfriedstellung)」（連合国は「ヒンデンブルク線」と呼んだ）を構築して防御を固めた。1917年4月のアラス会戦(de)では連合国が初めて戦車を投入してきた。1917年11月末のカンブレーの戦い(de)では400両も投入してきた。対するドイツは不可欠兵器である飛行機や輸送車両の生産だけで手いっぱいで戦車まで余力が回らなかった。第二次大戦では「戦車大国」として知られたドイツだが、第一次大戦では「戦車小国」であった。
しかし東部戦線ではドイツは勝利を得た。革命で混乱するロシアにドイツ軍はどんどん進撃し、ロシアの首都に迫ったため、ウラジーミル・レーニン率いるロシア革命政府は屈服して1918年3月3日にドイツとの間にブレスト＝リトフスク条約を締結した。この条約でウクライナ、バルト三国、フィンランドなどがロシアから独立することとなった。3月5日にはロシアの後援を失ったルーマニアも降伏し、東部戦線は終結した。
ロシア脱落を受けてドイツ軍はアメリカが本格参戦してくる前に西部戦線に最後の攻勢をかけることにした。ドイツ軍は1918年3月から7月にかけて「カイザーシュラハト（皇帝の戦い）」(1918年春季攻勢)作戦を行った。ドイツ軍は8月初めにはパリまで80キロまで迫ったが、第二次マルヌ会戦でフランス軍、アメリカ軍の反撃にあい、ドイツ軍はマルヌ川の向こうに押し戻された。以降戦いの主導権は連合軍に奪われた。1918年8月8日、アミアンの戦い(de)でオーストラリア軍にドイツ軍の戦線が破られた。ルーデンドルフはこの日を「ドイツ陸軍暗黒の日」と称した。以降戦況の主導権は完全に連合軍が握り、アメリカ軍が中心となってドイツ軍陣地が次々と落とされ、ドイツ軍は後退を重ねることとなった。
- 1917年1月8日、プレス城で作戦計画を論議中の参謀総長ヒンデンブルク、ヴィルヘルム2世、参謀次長ルーデンドルフ
- 1917年10月、同盟国オスマン帝国のコンスタンティノープルで。ヴィルヘルム2世とオスマン皇帝メフメト5世
- 1917年12月、フランス・カンブレー。西部戦線の前線視察に訪れたヴィルヘルム2世

#### 大戦末期「ドイツ革命」
ドイツの敗戦が近づく中、同盟国は次々とドイツから離れようとした。1918年9月14日にはオーストリア＝ハンガリー帝国が、9月25日にはブルガリア王国が連合国に休戦を懇願した。1918年8月末以降ドイツ軍部にも兵士の大量投降や戦意喪失の報告が次々と入ってきていた。
ルーデンドルフは戦況を絶望視するようになった。ここにきてヒンデンブルクとルーデンドルフは9月28日に政府に対して一刻も早くウィルソン米大統領の提唱する「十四か条の平和原則」を受け入れて休戦協定を結ばなければならない、そのためにも政府を改革して議会主義に基づく政府を作らねばならないとする通牒を送った。外相ヒンツェもこの見解を支持し、敗戦による「下からの革命」を防ぐため、今のうちに「上からの革命」を推し進めねばならぬと主張した。ヴィルヘルム2世はこの時まで戦況悪化を認識していなかったので軍部の提案に驚いたが、結局は軍部や外相の言い分を認めた。議会政治に反対していたヘルトリングは宰相を辞することとなった。
10月3日、後任のドイツ・プロイセン宰相に自由主義者として帝国議会から評価が高かったバーデン大公子マクシミリアンが任じられた。マクシミリアン自身は政党人ではなかったが、社民党、中央党、進歩人民党の三党がマクシミリアンを支持して与党を構成していたため、ドイツで初めての政党内閣となった。敗戦が確実になった今、ルーデンドルフは自分の権力をできるだけ他の者に引き渡して敗戦責任を分担させたがっていたのでマクシミリアンが権力を握るのに苦労はなかった。軍部独裁は終焉し、ドイツ史上初の政党政治が始まった。
マクシミリアンはアメリカ大統領ウィルソンと電報をやり取りして休戦交渉を要請したが、ウィルソンからは10月23日の回答で「軍国主義と王朝的専制主義の除去」を求められた。ドイツ国民の間ではヴィルヘルム2世の退位を求める声が強まった。マクシミリアンは休戦協定反対派に転じたルーデンドルフの罷免をヴィルヘルム2世に要請し、これを受けてヴィルヘルム2世は10月26日にルーデンドルフを解任した。後任の参謀次長にはヴィルヘルム・グレーナーが就任した。しかし、退位はする理由がないと拒否した。
10月28日に憲法改正が告示され、議会主義に基づく立憲君主制が導入された。しかし皇帝大権に関する規定が曖昧になっていたことなどから皇帝権力を温存し「偽装議会主義」に後退させる可能性を留保しているとして批判を集めた。結果憲法改正はドイツ国民の印象にほとんど残らず、革命を求める機運は収まらなかった。退位したくないヴィルヘルム2世は、10月29日、戦況を確認するという名目で不穏な空気に包まれるベルリンを離れてベルギーのスパに置かれている大本営に移動した。時間がたてば状況が変わるかもしれないと何の根拠もなく浅はかにも期待したのである。しかし、当然ながらこれによってベルリン市民の民心はますます皇帝から離反した。
10月末にウィルヘルムスハーフェンにおいて無謀な作戦への動員を命じられた水兵たちが反乱を起こした。続いて11月4日にキール市でも水兵が反乱を起こし、労働者がこれに合流してキールは「労兵協議会」によって実効支配された。同様の運動が凄まじい勢いでドイツ全土に広がり、ドイツの主要都市は全て「労兵協議会」によって支配された。11月7日にはバイエルン王国においてクルト・アイスナーが中心となって王政打倒の革命が発生し、長き歴史を誇るヴィッテルスバッハ王家が滅亡した。これがきっかけとなって他のドイツ帝国諸邦でも王政打倒の革命が続々と勃発し、ドイツ帝国諸邦の全君主が退位を余儀なくされた。
ベルリンでも革命熱が収まらなくなり、11月7日に社民党は宰相マクシミリアンに対して皇帝と皇太子の退位を要求し、それが実現できぬ場合は政権から離脱すると通達した。ただし社民党のこの要求は決して皇室廃止を求める物ではなかった。皇太子ヴィルヘルムの長男ヴィルヘルムへの皇位継承についてはこの時点では極左の独立社会民主党と極右の国家保守党を除いて全政党に受け入れられていたのである。しかしこの期に及んでもヴィルヘルム2世はベルリンにいるマクシミリアンから電話で受けた退位要請を拒否した。大本営では前線部隊を率いて国内の革命運動を鎮圧しようなどという現実離れした議論さえ行われる始末だった。こういう封建的な空気の大本営にいたヴィルヘルム2世は戦争の勃発には自分に責任がないのだから退位せねばならない如何なる理由もないと本気で妄執していた。結果なし崩し的に皇室廃止に向かうことになってしまったのである。
進退きわまったマクシミリアンは11月9日午前中に独断でヴィルヘルム2世がドイツ皇帝位・プロイセン王位から退位したと宣言した。皇帝位からは退位したとしてもプロイセン王位からは絶対に退位しないと決めていたヴィルヘルム2世はこれに激怒し、電話でマクシミリアンを悪漢と罵った。しかしグレーナーから革命運動の鎮圧は不可能であることを告げられた。さらにヒンデンブルクがヴィルヘルム2世に「私は陛下がベルリンの革命政府に捕まるような責任を負うことはできません。オランダへお逃げになるしかありません」と進言した。4か月前のニコライ2世の殺害の二の舞は避けなければならなかったのである。ヴィルヘルム2世は怒りに震え、部屋を歩き回っていたが、やがて全てを諦め、静かな調子で外相ヒンツェに亡命の準備をするよう命じた。同日に皇妃へ宛てた手紙では、マクシミリアンとシャイデマンの「共謀」を非難し、今やベルリンはボリシェビキの手中にある、と嘆いている。翌11月10日早朝に特別列車でスパの大本営をたってオランダへ亡命した。ホーエンツォレルン家の財産を何両もの貨車に満載して去っていった。似たような境遇に遭ったヨーロッパの王侯達の中でヴィルヘルム2世のように多額の財産を確保して国外退去した者は稀であった。亡命前、部下たちと別れる際にグレーナーとは握手を拒んだという。
マクシミリアンの後を受けた宰相フリードリヒ・エーベルト（社民党共同党首）は将来の国家体制に関する最終決定は留保したかったが、フィリップ・シャイデマン（社民党共同党首）がカール・リープクネヒトを出し抜く意味で独断で共和国宣言をしてしまった。財産だけ持って早々にドイツから逃げたヴィルヘルム2世に対する世論は悪化しており、共和国宣言に大きな反発は無かった。保守政党でさえも共和国への移行は「一時的にはやむを得ない」とする意見が大勢となっていた。
オランダへ亡命したヴィルヘルム2世ははじめ公式な退位宣言をしないと決め、二人の皇太子にも同様の態度を取らせていた。しかし結局1918年11月28日に退位宣言に正式に署名した。

### 退位後

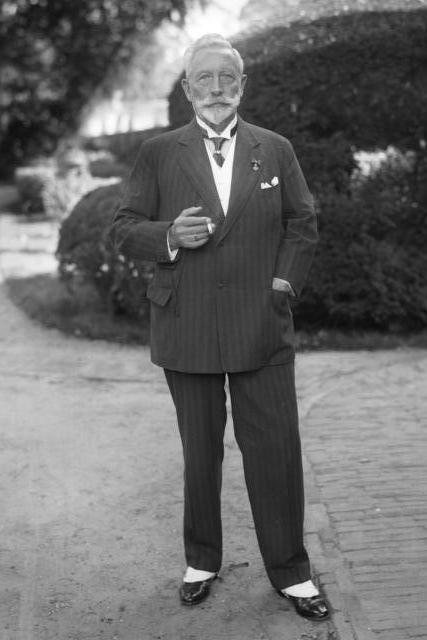
1933年9月、晩年を過ごしたドールン館の庭園で。

オランダ政府は政治活動の停止を条件にヴィルヘルム2世の受け入れを承諾した。連合国はヴェルサイユ条約第227条で「国際道義と条約に対する最高の罪を犯した」として前皇帝としてのヴィルヘルム2世の訴追を決めた。この手続きは成文法の違反ではない新しい法概念に基づくものであり、後の「平和に対する罪」の萌芽的前例となった。イギリス政府は講和会議以前からオランダ政府に対してヴィルヘルム2世の身柄引き渡しを要求し続けていたが、オランダ政府はヴィルヘルム2世を拘束しておらず、また彼が引き渡しに関するオランダ国内法に違反していないため引き渡しはできないとして、1920年1月21日に正式に拒否通告を行った。連合国は重ねて引き渡し要求を行わず、欠席裁判を行うこともなかった。
以降ヴィルヘルム2世はその死までの23年間をオランダで過ごすこととなった。少数の近臣を従えながらユトレヒト州ドールンの城館で貴族として安楽な余生を送り、かつての臣下を罵りながら趣味として木を伐って過ごした。またこの間に二冊の回顧録を著している。ヴィルヘルム2世は過去を顧みて「自分の退位についてはマクシミリアンとヒンデンブルクに連帯責任があるが、亡命の責任は完全にヒンデンブルクにある」と確信するようになった。1921年のヒンデンブルクとの書簡のやり取りでヒンデンブルク本人に自らの責任を認めさせている。一方でヒンデンブルクは大統領になった後に保守政党国家人民党にヴィルヘルム2世の退位について追及されるたびに「それはグレーナーに言うべきである」と言って自らの責任を否定している。
1921年4月11日、アウグステ・ヴィクトリア皇后が崩御した。1922年11月5日、ヴィルヘルム2世は兄系ロイス侯女ヘルミーネと再婚した。ヴィルヘルム2世は63歳、ヘルミーネは35歳の未亡人であり、この再婚は世界を驚かせた。
ヴィルヘルム2世はオランダ亡命中も常に復位の希望を抱いており、戦後もドイツの王党派や右翼勢力に対して一定の政治的影響力を保っていた。ドールンを訪れた喜劇作家に贈呈した写真には「朕ここに汝ら臣民が今日までに決定した全てのことを無効とする。ヴィルヘルム」と冗談か本気か分からない文句を書き添えた。一方で駐オランダ・ドイツ大使は1926年1月にグスタフ・シュトレーゼマン外相に送った報告書の中で「皇帝は政治について様々な意見を述べながらも現在の生活状態を改善したいという希望は持っておられません。皇帝の現状は極めて快適であり、心身ともに平穏でおられます。」と書いている。
ドイツ旧王侯たちはドイツ帝国時代に自分の統治下にあった州に対して土地や財産の返還請求を求めていたが、ヴィルヘルム2世もプロイセン州政府に対して同様の交渉を行っていた。1926年、ドイツ社会民主党は長期化する王侯たちとの裁判に疲れ、穏健な法的解決を図ろうとした。それに乗じてドイツ共産党が強硬な法的解決、すなわち王侯財産没収法案を国会に提出した。ヒンデンブルク大統領はホーエンツォレルン家の財産を守るべく「私有財産に対して法的解決を行うのは憲法違反」として反対した。結局この件は国民投票にかけられることとなり、君主派と共和派の激しい争いが繰り広げられた。ちなみにナチ党内でもこの件については意見が分かれた。ナチス左派のグレゴール・シュトラッサーは王侯財産没収に賛成したが、一方アドルフ・ヒトラーは王侯財産没収を「ユダヤ人のペテン」として批判し、王侯よりユダヤ人から財産を没収せよと主張してシュトラッサーの意見を退けた。結局国家人民党や鉄兜団など保守勢力の大反対運動により王侯財産没収法案は退けられたが、賛成票が1450万票も入ったことについてヴィルヘルム2世は「ドイツには1400万人もの不道徳漢がいる」と不満を述べた。
ヒンデンブルクは帝政復古論者で、ヴィルヘルム2世の復位を主張していた。一方、ブリューニング首相は本人ではなく、孫を帰国させて帝政復古する案を持っていたが、ヒンデンブルク大統領はヴィルヘルム2世への忠誠にこだわった。1934年に死去したヒンデンブルクは遺言で、ヴィルヘルム2世の孫であるルイ・フェルディナントを迎えた帝政復古を言い渡したが、首相となっていたヒトラーはこの遺言を握り潰したという。
1930年、ドイツ本国に留まっていた第四皇子アウグストがNSDAP（ナチス）に入党した。また、1931年にはヘルマン・ゲーリングがオランダを訪れてヴィルヘルム2世に面会している。しかしヒトラーが反帝政復古派だと知ると、ナチス支援も消極的になっていった。
一方で第二次世界大戦のナチス・ドイツの戦争遂行に全面的に賛同していた。ポーランド侵攻についてヴィルヘルム2世は「今度の戦役は驚嘆すべきであり、伝統的プロイセン精神によって遂行された」と称賛した。1940年5月、自身の亡命先であるオランダにドイツ軍が侵攻した際には、イギリスのチャーチルからヴィルヘルム2世に対してイギリスへの亡命の勧めがあったにもかかわらず、これを拒絶してオランダに残り、ドイツ軍の保護を受けている。さらに同年、かつて彼のドイツ軍が成し遂げることができなかったパリ陥落をヒトラーのドイツ軍が達成したのを見ると、ヒトラーに対して祝電を打った。1940年秋の手紙の中では「今活躍しているドイツ軍の将軍たちはかつて私の教え子だった者たちである。ある者は少尉として、ある者は大尉として、ある者は少佐として私のもとで世界大戦を戦ったのだ」と誇らしげに語っている。
独ソ戦がはじまる直前の1941年6月4日、ヴィルヘルム2世は肺塞栓のためドールンで崩じた。ヒトラーの命によりドイツ軍による葬儀が行われた。ヴィルヘルム2世はまずドールン市門の近くにある礼拝堂に葬られ、その後遺言に従って、死後ドールンの館の庭園に建設された霊廟に改葬された。自身の案になる墓碑にはこう刻まれている。

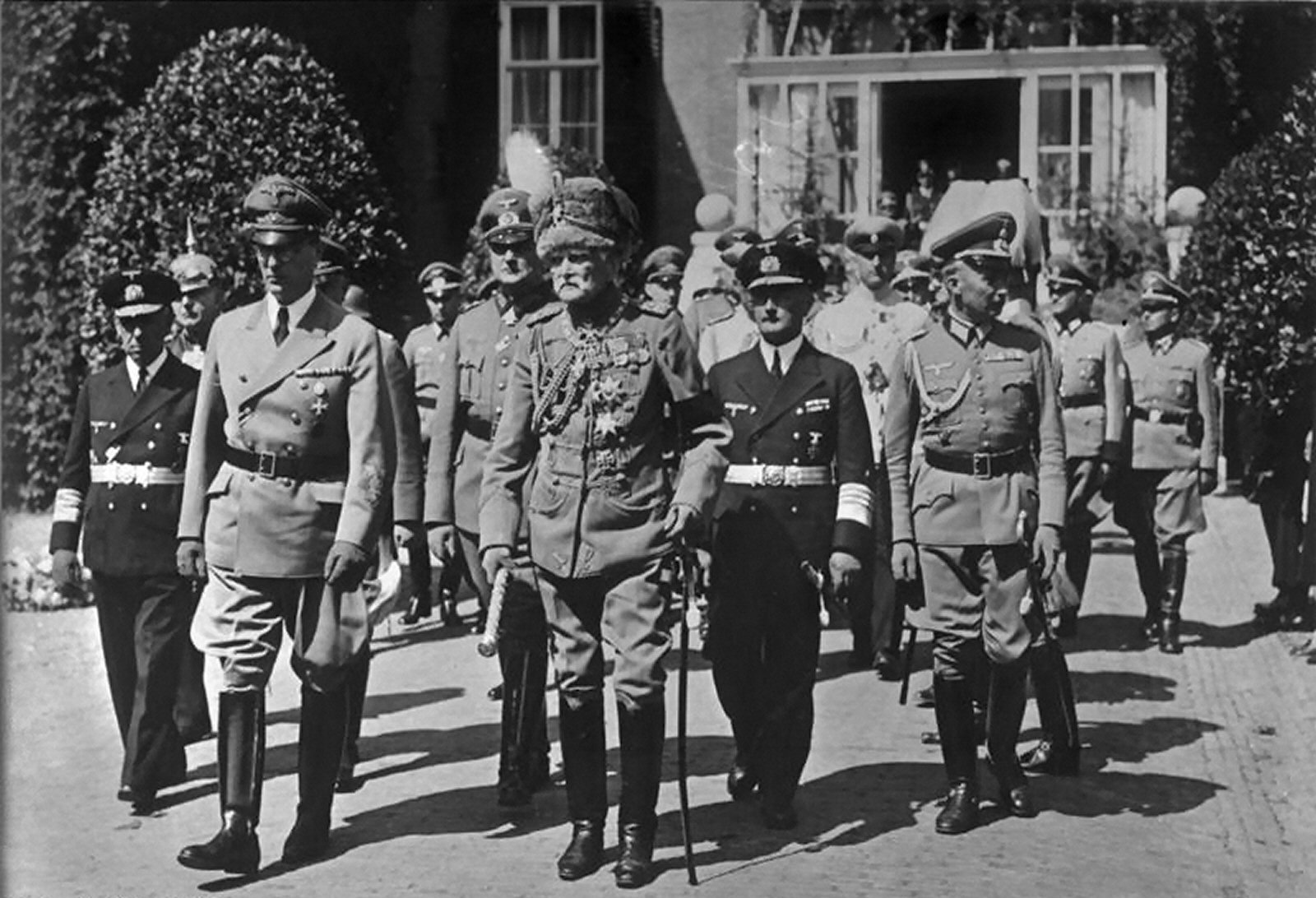
1941年6月9日のドールン。ヴィルヘルム2世の葬儀に参列する国家弁務官アルトゥル・ザイス＝インクヴァルト（最前列左の眼鏡の人物）。
_{中央の老人はアウグスト・フォン・マッケンゼン元帥。その後列左より、国防軍最高司令部長官代理ヴィルヘルム・カナリス提督、空軍総司令官代理フリードリッヒ・クリスチャンセン航空兵大将（ほぼ隠れている）、陸軍総司令官代理クルト・ハーゼ上級大将、海軍総司令官代理ヘルマン・デンシュ提督。}

| 「 | 我を賞賛することなかれ。賞賛を要せぬゆえ。我に栄誉を与うるなかれ。栄誉を求めぬゆえ。我を裁くことなかれ。我これより裁かるるゆえ。 | 」 |

## 人物

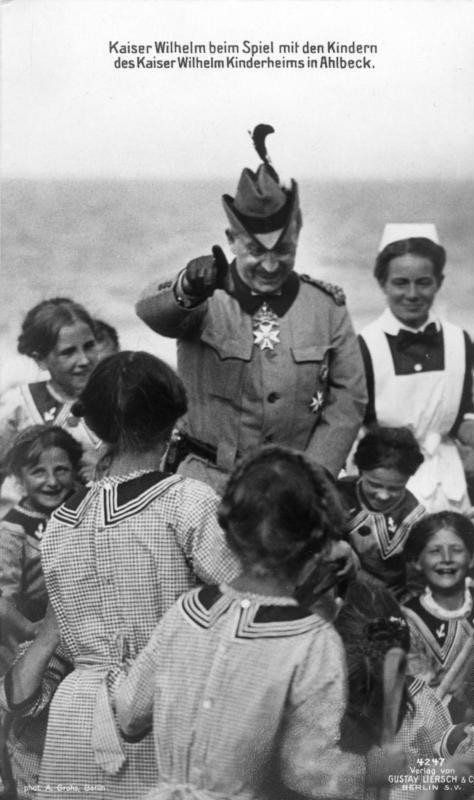
カイザー・ヴィルヘルム・キンダーハイムの子供たちと

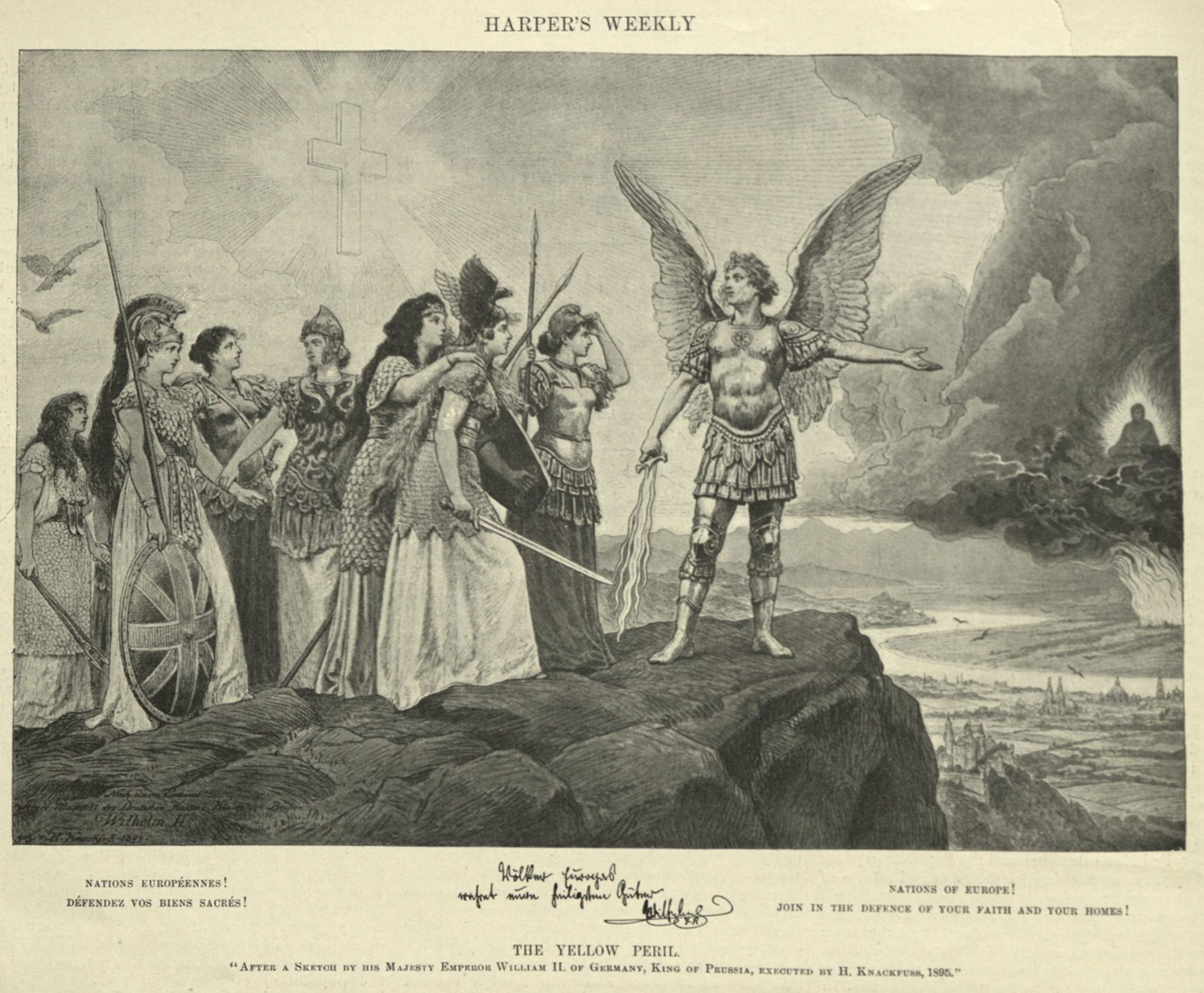
ヴィルヘルム2世の原画を宮廷画家のヘルマン・クナックフスが仕上げた黄禍論に関する寓意画「ヨーロッパの諸国民よ、汝らの最も神聖な宝を守れ！」。1895年の夏に発表され、欧米諸国の首脳に配布されたこの寓意画は「黄禍」という概念を世界に広めるのに大きな役割を果たした。

ヴィルヘルム2世の時代は進取の気性と保守性とが混在した過渡期だったが、それには皇帝個人の嗜好も大きく影響している。芸術的には保守的で、ゲアハルト・ハウプトマンの作品のような自然主義文学を「排水溝文学」と呼んで否定しているが、技術的な進歩には非常な興味を示し、学術団体カイザー＝ヴィルヘルム協会を設立して科学者を援助した。しかし、自らは自動車や船に乗ることを恐れていたといわれている。
道徳的にも保守主義が支配した時代であり、それは1907年のオイレンブルク事件によって象徴されている。ヴィルヘルム2世の個人的相談役フィリップ・オイレンブルク侯爵はマクシミリアン・ハルデンの告発によって同性愛者とされ、それによって皇帝が侯爵との絶交を余儀なくされた。しかしヴィルヘルム2世は1927年になってもオイレンブルクを「献身的殉教者」と呼んで高く評価している。
ヴィルヘルム2世の独特な口髭は「カイゼル髭」として有名である。御用理髪師に髭の方向を整えさせていたのが大流行したものであるという。当時日本でもかなり流行したという。
日常的に大酒飲みだったわけではないが、必要に応じて酒は嗜んだ。しかしフランス嫌いからかシャンパンは嫌っていたという。またヴィルヘルム2世はヘビースモーカーであり、若い頃には特注で作らせていた強い煙草を朝から晩まで吸っていたという。しかし後年には健康を害する危険から控えるようになったという。ヴィルヘルム2世の勅令には「ジャガイモは皮をつけたまま食べよ。しかし、どうしても皮をむく必要があるなら、決して生のうちにむくな。必ず蒸すか、煮た上でむくようにせよ」とあった。そして、勅令の後には内務大臣の次のような注釈が添えられていた。「ジャガイモを生のままで皮をむくと、皮に中身が11%も着いて捨てられる。蒸すか煮るかしてから皮をむくと、容易に薄い皮だけをむくことができる」と。
性格的に苛烈で周囲に対してしばしば偏見を持って接していた。特にアジア人に対しては過激な黄禍論者であり、中国人は徹底して蔑視していた。義和団の乱鎮圧のために清に出征するドイツ兵たちに向けてヴィルヘルム2世は「諸君が敵と思ったらすぐさま殺せ。慈悲は無用である。捕虜などというまどろっこしい物は必要ない」と演説している。日本に対しても三国干渉や日露戦争の講和条約であるポーツマス条約直後の際に黄禍論を展開するなどした。三国干渉が行われた直後の1895年の夏に、ヴィルヘルム2世が原画を描き、宮廷画家のヘルマン・クナックフスが仕上げた寓意画「ヨーロッパの諸国民よ、汝らの最も神聖な宝を守れ！」をヴィルヘルム2世がロシア皇帝のニコライ2世やフェリックス・フォールフランス大統領、ウィリアム・マッキンリーアメリカ合衆国大統領らに配布したことにより、黄禍論は世界に流布するに至った。が、一方でドイツをモデルにして近代国家建設に努力する日本については「東洋のプロイセン」と呼んで評価していた。陸軍大演習の際、日本軍人に「日露戦争の日本軍の戦法を採用した」と説明したり、ベルリンを散歩の際、居合わせた日本人留学生に声をかけて激励したこともある。
同じヨーロッパ諸国では非常なフランス嫌いで知られた他、イギリスについては「ドイツはキリスト教国であるが、イギリスは反キリスト教的な自由主義の国」と酷評している。また、イギリスがフリーメイソンとユダヤ人に経済的に支配されていると信じており、2度の世界大戦も彼らが引き起したと主張していた。バルカン諸国を下に見ており、モンテネグロ王国について「取るに足らない小国」でモンテネグロ王ニコラ1世を指して「バルカンの牛泥棒」と言って憚らなかった。またそのニコラ1世の5女を王妃に迎えたイタリア王ヴィットーリオ・エマヌエーレ3世についても、背丈が低い事を揶揄して北欧神話の精霊ドワーフに例えていた。
他に当時のドイツ・エリート同様に反ユダヤ主義的な考えも持ってはいたが、1938年に起きた水晶の夜事件について、「初めてドイツ人であることを恥じた」との表現で、ナチスによるユダヤ人迫害の行き過ぎを憂慮する手紙を娘のヴィクトリア・ルイーゼに宛てている。

## 評価
ヴィルヘルム2世は一般に第一次世界大戦の元凶とされている。しかしそれは多分に連合国（戦勝国）史観であり、注意を要する。第一次世界大戦の客観的な研究が進み、ヴィルヘルム2世の仕業とされてきたことが実はそうでなかったことが判明しつつある。その最たるものはかつて開戦原因とされてきた1914年にヴィルヘルム2世が開いたというポツダム御前会議なるものが実は不存在だったこと、またフランスとの緊張を高めた1905年のヴィルヘルム2世のタンジールの訪問も実はヴィルヘルム2世自身はモロッコ問題不干渉の立場だったことなどである。フリッツ・フィッシャーの研究をめぐる論争以降、ヴィルヘルム2世だけではなくドイツ国家指導層が全体で世界大戦へ向かっていったことが歴史学の共通認識になりつつあり、そのため現在ではヴィルヘルム2世一人だけに世界大戦の責任を負わせる議論は過去の物となっている。

## 子女
皇后アウグステ・ヴィクトリアとの間には、以下の六男一女をもうけた。後妻のヘルミーネとの間には子供はいない。
- フリードリヒ・ヴィルヘルム・ヴィクトル・アウグスト・エルンスト（1882年 - 1951年、皇太子）
- ヴィルヘルム・アイテル・フリードリヒ・クリスティアン・カール（1883年 - 1942年）
- アーダルベルト・フェルディナント・ベレンガル・ヴィクトル（1884年 - 1948年）
- アウグスト・ヴィルヘルム・ハインリヒ・ギュンター・ヴィクトル（1887年 - 1949年）
- オスカー・カール・グスタフ・アドルフ（1888年 – 1958年）
- ヨアヒム・フランツ・フンベルト（1890年 - 1920年）
- ヴィクトリア・ルイーゼ・アーデルハイト・マティルデ・シャルロッテ（1892年 - 1980年、ブラウンシュヴァイク公エルンスト・アウグスト妃）

- 1910年、ヴィルヘルム2世と皇后アウグステ・ヴィクトリア
- 1896年、ヴィルヘルム2世とアウグステ、7人の子供たち
- 1927年、オランダ・ドールン館。左から息子ヴィルヘルム（元皇太子）、ヴィルヘルム2世、孫ヴィルヘルム